# Metro de Bilbao
El metro de Bilbao es una red de ferrocarril metropolitano que da servicio a la ciudad española de Bilbao y a su área metropolitana, el Gran Bilbao, en un espacio extendido en ambas márgenes de la ría de Bilbao, que concentra aproximadamente a un millón de habitantes. Forma parte del núcleo ferroviario de transporte público de la villa.
En la actualidad, el sistema consta de un total de tres líneas de alta frecuencia, operadas por dos empresas de titularidad pública: las líneas L1 y  L2, operadas por Metro Bilbao, distribuidas en forma de "Y", y que recorren las dos orillas de la ría para confluir en un tronco común que llega hasta el municipio de Basauri; y la línea L3, operada por Euskotren Trena, que se distribuye en forma de "V" y conecta el municipio de Echévarri con el barrio bilbaíno de Matico, para confluir en el vértice con las otras dos líneas mediante transbordo en la reconstruida estación intermodal de Zazpikaleak/Casco Viejo.
La red de metro de Bilbao está conectada con las líneas ferroviarias de Euskotren Tranbia (tranvía), Renfe Cercanías (cercanías), Euskotren Trena (cercanías), Renfe Cercanías AM (cercanías y regionales), así como con las líneas de largo recorrido de Renfe y la estación central de autobuses Bilbao Intermodal.
En total, cuenta con 49,16 km (junio de 2020), tiene 49 estaciones (31 subterráneas y 18 de superficie) y 88 accesos (excluidos ascensores) repartidos en 70 vestíbulos, y 9 subestaciones de suministro eléctrico.
Es la cuarta red de metro que se formó en España, después de las redes de Madrid, Barcelona y Valencia. Actualmente es la tercera red de metro de España por número de pasajeros transportados (97 millones en 2019 sumando sus tres líneas) por detrás del Metro de Madrid y del de Barcelona.

## Red actual y correspondencias

### Líneas

Red actual de Metro Bilbao, incluyendo estaciones en obras.

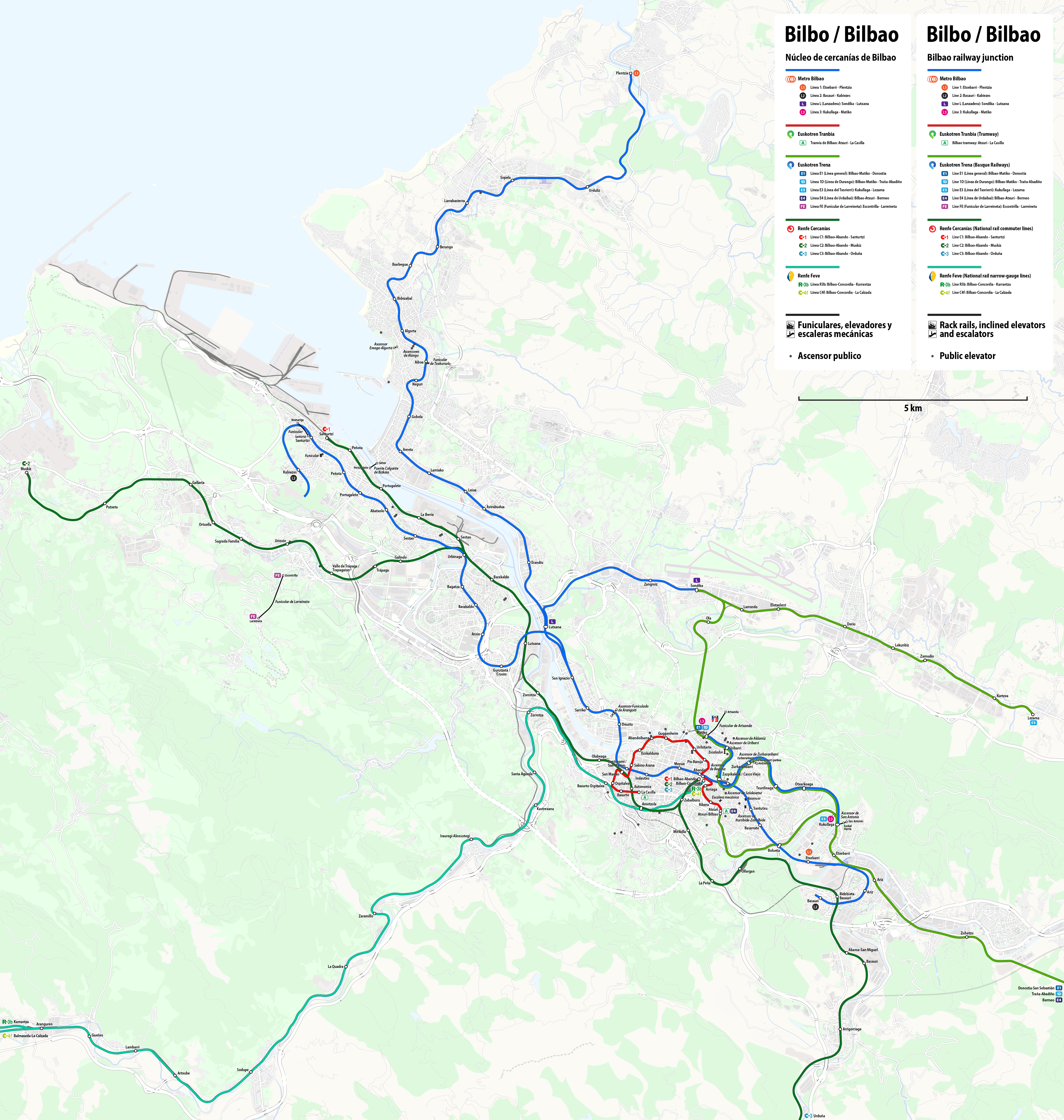

| Línea        | Terminales           | Longitud  | Estaciones en servicio | Total estaciones | Operador        |
| ------------ | -------------------- | --------- | ---------------------- | ---------------- | --------------- |
|              | Etxebarri - Plentzia | 33,3 km   | 29                     | 29               | Metro Bilbao    |
|              | Basauri - Kabiezes   | 22,98 km  | 25                     | 25               | Metro Bilbao    |
| [[Archivo:]] | Santurtzi-Mamariga   | 500 m     | 2                      | 2                | Metro Bilbao    |
|              | Kukullaga - Matiko   | 5,885 km  | 7                      | 7                | Euskotren Trena |
| TOTAL        | TOTAL                | 49,165 km | 49                     | 49               | 49              |

### Conexiones
- Bolueta
  - Euskotren Tranbia: Línea TR.

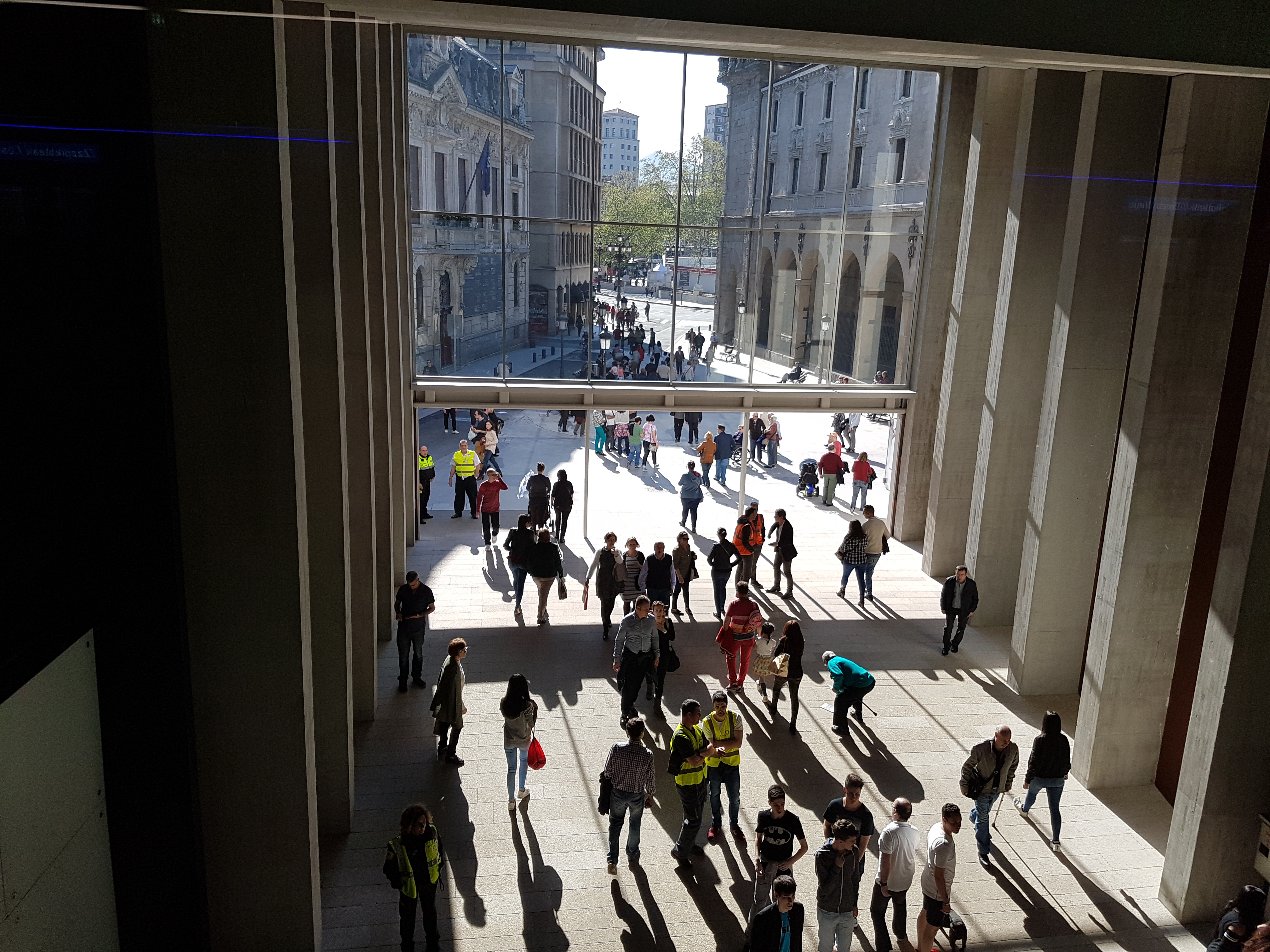
Estación intermodal de Zazpikaleak/Casco Viejo. Interconexión entre las líneas 1, 2 y 3.

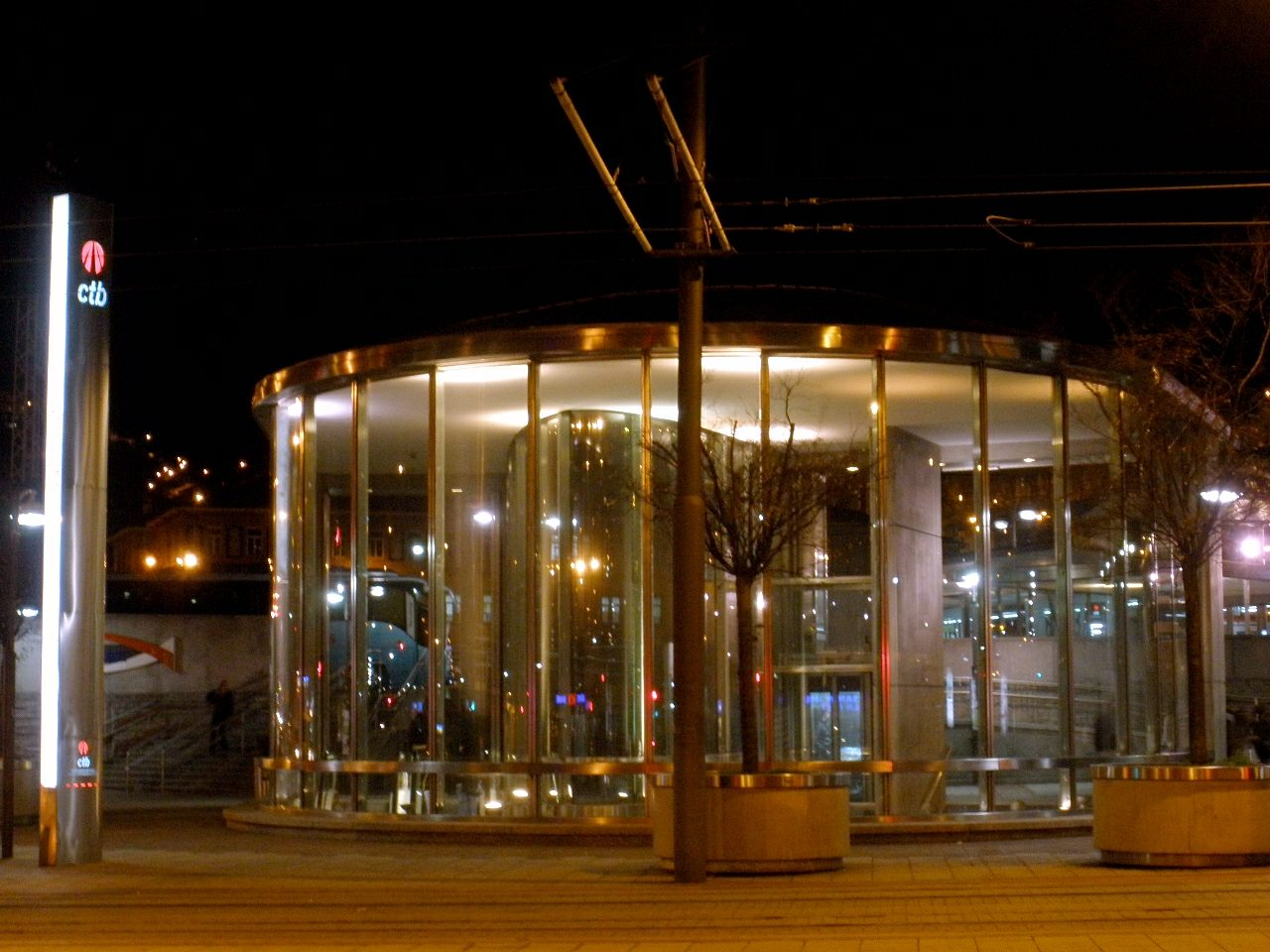
Intermodal de San Mamés.

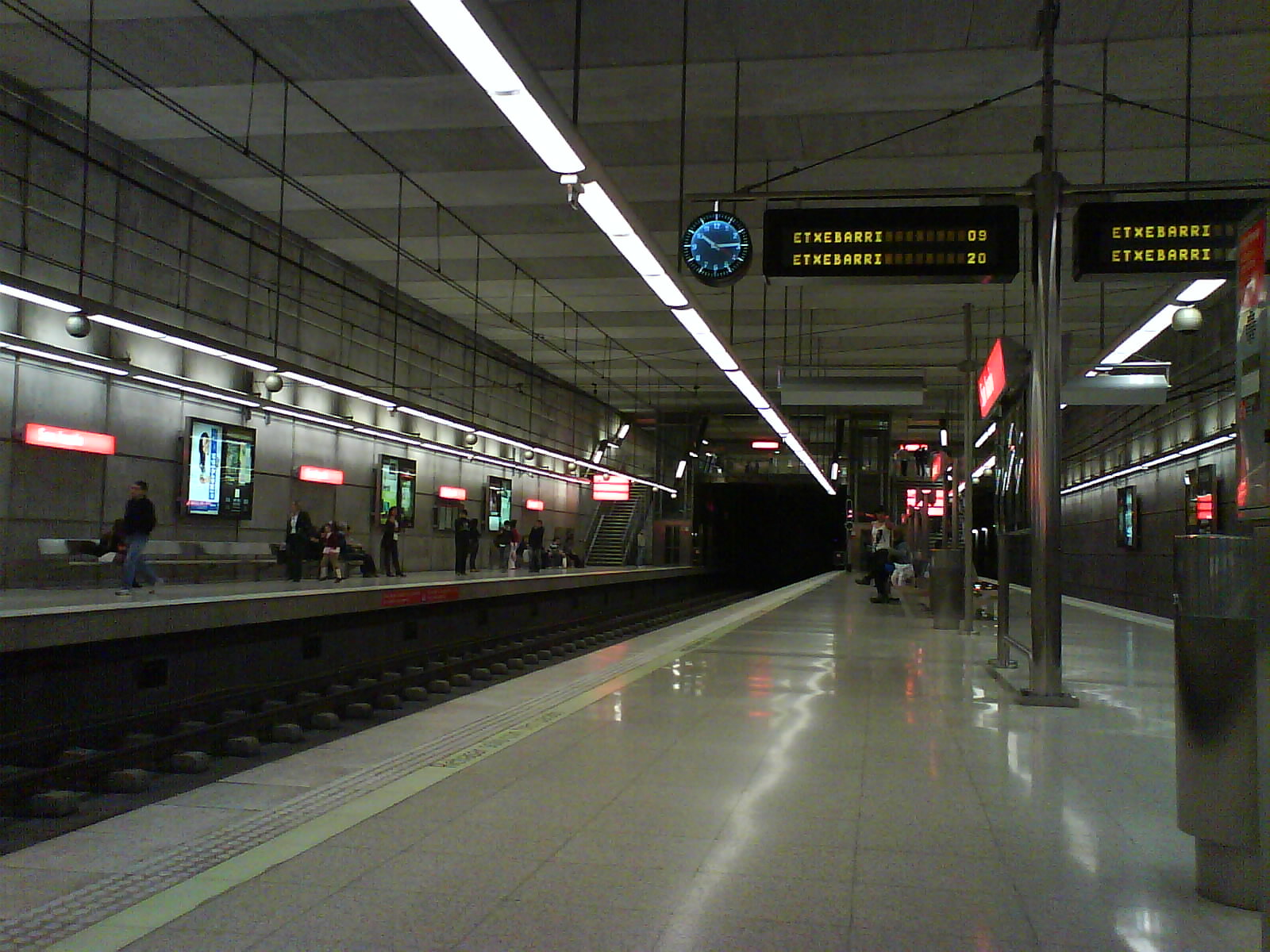
Estación de San Ignazio. Interconexión entre las líneas 1 y 2.

  - Bizkaibus: Líneas A2610, A3613, A3622, A3932.
  - Bilbobus: Línea 30 (solo domingos hasta las 15:00 horas) y línea 40.

- Basarrate
  - Bilbobus: Líneas 13, 34, 40, 43 y 48 y G7.

- Zazpikaleak/Casco Viejo
  - Euskotren Trena: Líneas E1 (Amara-Donostia), E3 (Lezama) y E4 (Bermeo).
  - Euskotren Tranbia: Línea TR.
  - Bilbobus: Líneas 11, 22, 62, A9, G4 y G8

- Abando
  - Renfe Cercanías: Líneas C-1, C-2, C-3 y C-4.
  - Renfe Larga y Media Distancia: Largo recorrido
  - Euskotren Tranbia: Línea TR.
  - Renfe Cercanías AM: R-3f (Bilbao-Concordia / Santander), R-3b (Bilbao-Concordia / Carranza), R-4f (Bilbao-Concordia / León) y T-1 (Transcantábrico)
  - Bizkaibus: Líneas A2314, A2322, A2324, A3115, A3122, A3136, A3137, A3144, A3151, A3223, A3336, A3340, A3514, A3515, A3911, A3912, A3917 y A3925.
  - Bilbobus: Líneas 01, 03, 10, 28, 30, 40, 56, 58, 62, 71, 72, 75, 77, 85, A1, A2, A5, A7, A9, G1, G2, G3, G4, G5, G6, G7 y G8.

- San Mamés
  - Renfe Cercanías: Líneas C-1 y C-2.
  - Euskotren Tranbia: Línea TR.
  - Bilbao Intermodal (estación central de autobuses de largo recorrido).

- San Ignazio
  - Bilbobus: Líneas 10, 13, 18 y 71.

- Lutxana
  - Euskotren Trena: Línea Lanzadera/E3a (Lutxana-Sondika).

Además, la mayoría de las otras estaciones tienen conexión con diferentes líneas de autobuses.

#### Conexiones desechadas o en estudio
- Urbinaga

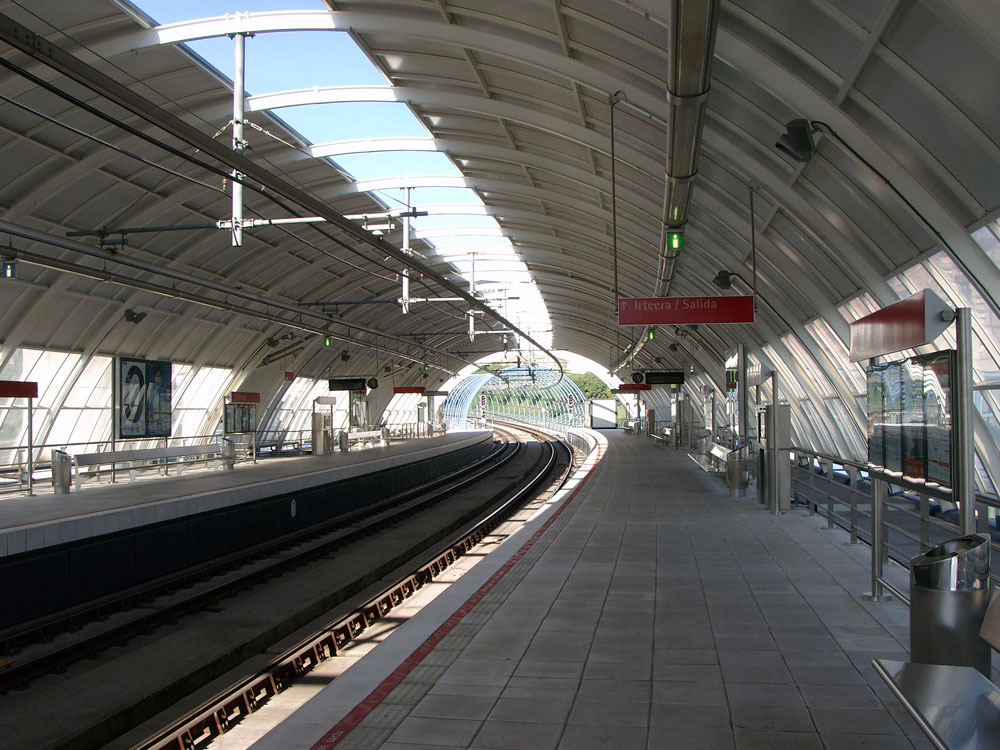
Estación de Urbinaga (L2), en curva, en cuesta y sobre un viaducto.

La estación de Urbinaga se construyó con la intención de conectar con las líneas C-1 y C-2 de Renfe Cercanías, y la de Ansio con una terminal de autobuses, hechos que aún no se han dado.
Si bien en el año 2009 se decidió retomar la iniciativa de Urbinaga, intermodal que aprovechará también el futuro Tranvía UPV - Leioa - Urbinaga, se contaba con presupuesto y se estuvo a la espera de la firma del convenio de ejecución de las obras que previsiblemente iban a comenzar a finales de 2009, aunque finalmente no comenzaron en tal fecha y la obra se prorrogó estando a la espera de la firma del convenio de ejecución de las obras que en principio se firmaría en febrero de 2011 para que las obras comenzasen en el mismo año, hecho que no ocurrió.
- Sarratu

Desde el Ayuntamiento de Basauri junto a asociaciones vecinales se pidió la construcción de otra estación en su localidad, concretamente en el barrio de Sarratu, que sirviera como nudo con varios medios de transporte. A finales del 2009 el Gobierno vasco comunicó que estudiaría la creación de esa estación en Basauri, confirmando que serviría como intermodal con las redes de Euskotren Trena: línea 1, 1D y 3; Renfe Feve (que sólo tiene servicios de mercancías); e incluso con la 5. El 22 de julio de 2010 se confirmaba la construcción de la estación de Sarratu. En 2025, esta estación está en construcción.
- Basauri

Por otra parte, también en Basauri, el Ayuntamiento ha pedido el estudio para conectar dicha estación con la estación de Bidebieta-Basauri de Renfe Cercanías.

## Historia

### Precedentes
La intención de construir un metro en Bilbao viene desde los años 1920. Durante los últimos años de la dictadura de Francisco Franco, en 1970 se retomaron los planes para construir una línea de metro solo por Bilbao, que después se transformaron en planes más amplios para cubrir gran parte del Gran Bilbao con varias fases y alternativas. Cabe destacar que en todas, excepto en una, de esas alternativas no se incluía una estación en el barrio de Cruces de Baracaldo, que es una de las más utilizadas desde su inauguración en el año 2002.

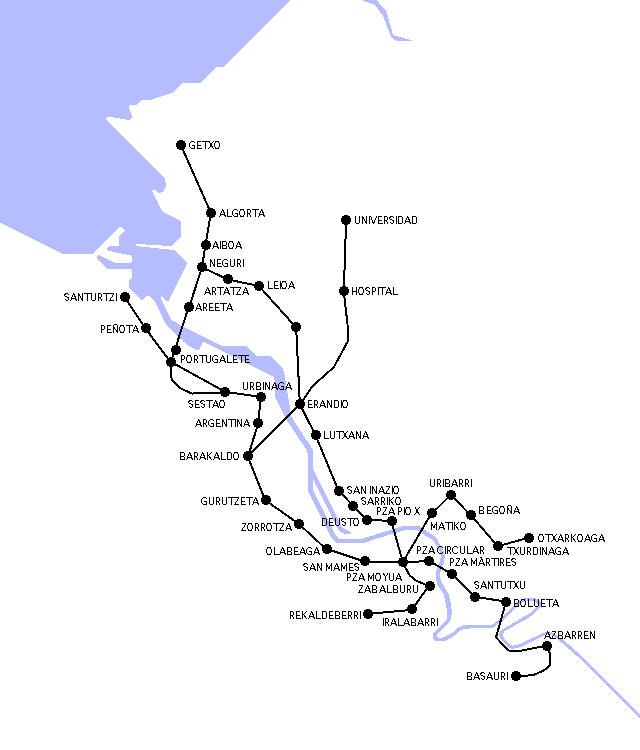
"Red Básica" propuesta por el Consorcio de Transportes de Vizcaya (la más ambiciosa de todas las propuestas).

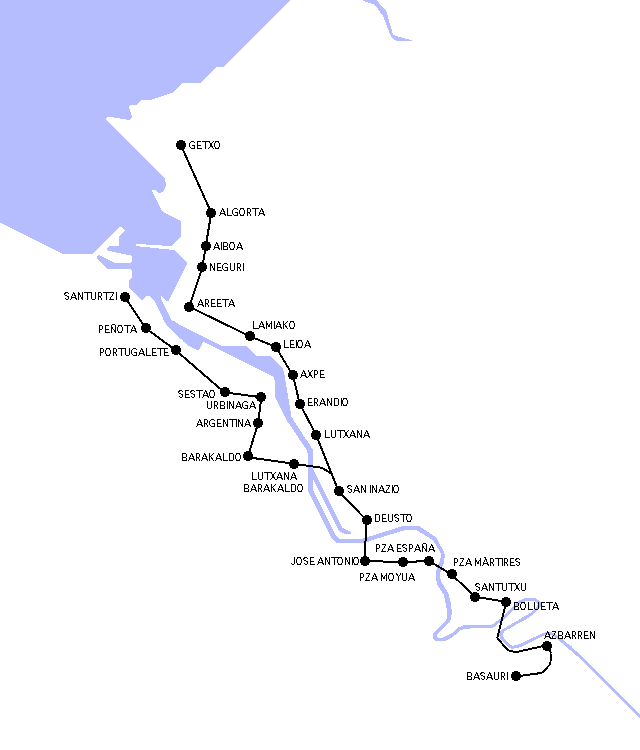
Alternativa 1 de la "Red Básica" para 1985 (muy similar a lo finalmente aprobado).

Entre todas las propuestas destaca la de un Consorcio de Transportes de Vizcaya (creado en 1975) que en 1976 presentó un ambicioso proyecto de unas cinco líneas en el que no solo se incluían paradas exclusivas para el Hospital de Lejona (que finalmente no se construyó) y la Ciudad Universitaria de Leioa-Erandio, sino que también planteaba cinco pasos subterráneos bajo la ría del Nervión (nótese la dificultad cuando en el 2002 se finalizaron los tres previstos en el proyecto inicial y que en los anunciados para el futuro solo se contempla uno más).
En 1977, tras un largo proceso que empezó en abril de 1975 cuando el Gobierno aprobó el proyecto de ley, se aprobaron los planes para construir la red del Ferrocarril Metropolitano de Bilbao. Se plantearon muchas alegaciones contra aquella propuesta, cuestionándose tanto el trayecto como la financiación estatal, considerada insuficiente. Los desencuentros entre las diferentes administraciones acabaron por bloquear el proyecto. En 1983 la Consejería de Política Territorial y Transportes del Gobierno Vasco aprobó el plan de transporte de la Margen Derecha de la ría de Bilbao, pero a finales de ese año se aplazó el informe. En el año 1985 se cambió el "Plan de Inicio de la Construcción" y se redactó un nuevo documento, no siendo hasta 1987 cuando el Gobierno Vasco aprobó finalmente el plan para construir y financiar el metro de Bilbao.
El recorrido aprobado del metro tendría dos líneas, con un tramo común para ambas a su paso por Basauri, Echévarri y Bilbao, donde se bifurcaría a su paso por San Ignacio. Entre San Ignacio y Plencia discurriría la Línea 1, basándose en una de las alternativas con horizonte para el año 2000, y cuyo recorrido sería parecido al de la preexistente línea de Euskotren Trena Bilbao-Plentzia, si bien la nueva línea contaría con modificaciones, como los tramos soterrados, la doble vía prolongada desde Larrabasterra a Urdúliz, o la estación de Lamiako, que está desplazada unos metros más a la derecha que su primitiva. En cuanto a la Margen Izquierda, entre San Ignacio y Santurce discurriría la Línea 2, cuyo recorrido iría completamente soterrado, excepto en un viaducto para salvar el río Galindo, donde se ubicaría la estación de Urbinaga; este tramo se basó en la Alternativa 1 de la "Red Básica" para 1985 en la que se sustituyó la estación de Lutxana Barakaldo por las de Gurutzeta/Cruces y Ansio, y se añadió una estación más en Portugalete: Abatxolo; posteriormente, en esa misma línea, se añadió otra estación en la parte alta de Santurce: Kabiezes, aprovechando el trazado que se tendría que hacer para dar acceso a las nuevas cocheras que se ubicarían cerca del barrio santurtziarra de Cabieces concretamente en el límite con Ortuella.

### Inicio oficial de las obras
Las obras comenzaron oficialmente en 1988 con el soterramiento del ferrocarril de Bilbao a Plencia, a su paso por la localidad de Erandio. Se convocó un concurso internacional para el diseño arquitectónico del futuro metro, que ganó el arquitecto británico Norman Foster (Foster and Partners).
Un año más tarde se inauguraron las cocheras de Sopelana, que al principio fueron utilizadas para el mantenimiento de las UT 200 de Euskotren Trena, y empezaron las obras del metro en el centro de Bilbao, concretamente en la plaza Moyúa, que permaneció cerrada hasta 1995. Más tarde se continuó por los barrios de San Ignacio y Deusto, donde las obras provocaron bastantes molestias a los vecinos, y daños de pequeña consideración en algunos edificios cercanos.

### Inauguración y expansión cronológica de la red
La red inicial de Metro Bilbao fue inaugurada el 11 de noviembre de 1995 a las 11:11 por el lendakari José Antonio Ardanza con la siguiente frase:

"Emoteko prest dago dana? Bai? Aurrera ba!"

Traducción: 

(¿Está todo listo para darle [al botón]? ¿Sí? ¡Pues adelante!)

 También se hallaban presentes el alcalde de Bilbao, Josu Ortuondo, el director gerente de la infraestructura Josu Sagastagoitia, así como otras personalidades de la Diputación Foral de Vizcaya, del Ayuntamiento de Bilbao y del Gobierno Vasco, en un estreno que resultó caótico con multitud de fallos y retrasos.
Las obras de ampliación de la red de metro comenzaron en este punto con la intención de añadir una segunda línea a la existente. Siendo esta la cronología de la expansión de la red:
- 24 de junio de 1996: Se abre al público la estación de Gobela con estructura de apeadero.
- finales de 1996: La estación de Zazpikaleak/Casco Viejo se convierte en el segundo intercambiador entre dos medios de transporte diferentes (Metro Bilbao y Euskotren Trena), después de Abando.
- 21 de marzo de 1997: Comienzan los trabajos para la construcción de la línea 2, y también en ese año entraron en servicio las estaciones de Santutxu, Basarrate y Bolueta.
- 1999: Se inicia la construcción del intercambiador de San Mamés, donde hoy en día confluyen Metro Bilbao, Renfe Cercanías, Euskotren Tranbia y la estación de autobuses de largo recorrido, Bilbao Intermodal (antes, Termibus).
- 27 de junio de 2001: Comienzan los trabajos de ampliación hacia Sestao.
- 13 de abril de 2002: Se inaugura la línea 2, entrando en servicio el tramo compuesto por las estaciones de San Ignazio, Gurutzeta/Cruces, Ansio, Barakaldo, Bagatza y Urbinaga; esta última estación con un revolucionario diseño adaptado a una difícil orografía: al aire libre, en altura sobre las vías de Cercanías Renfe, en curva y en cuesta.
- 6 de marzo de 2003: Comienzan los trabajos para la ampliación del metro hasta Portugalete.
- 8 de enero de 2005: Entran en servicio las estaciones de Sestao en la línea 2, y Etxebarri en el extremo este del tronco común a las líneas 1 y 2, así como las cocheras de Ariz en Basauri.[28]
- 20 de enero de 2007: Se inauguran las estaciones de Abatxolo y Portugalete en la Línea 2.
- 4 de julio de 2009: la Línea 2 se prolonga con dos nuevas estaciones, Peñota y Santurtzi, finalizando así el proyecto original de línea 2 a su paso por la Margen Izquierda de 1985.
- 3 de septiembre de 2010: Puesta en funcionamiento de la Lanzadera a Mamariga, en el extremo oeste de la línea 2, dotando a Santurtzi de un tercer acceso.
- 28 de febrero de 2011: Es inaugurada la estación de Ariz, en el lado este de la línea 2.
- 11 de noviembre de 2011: Entra en funcionamiento la estación de Basauri, en el extremo este de la línea 2.
- 28 de junio de 2014: Se inaugura la estación de Kabiezes, dando así por finalizado el proyecto definitivo de la línea 2.
- 2 de abril de 2015: Son clausuradas de forma provisional las estaciones de Urduliz y Plentzia, debido a los trabajos de soterramiento de la primera.
- 8 de abril de 2017: Es inaugurada la línea 3, entrando en servicio el tramo compuesto por las estaciones de Kukullaga, Otxarkoaga, Txurdinaga, Zurbaranbarri, Zazpikaleak/Casco Viejo, Uribarri y Matiko.
- 10 de abril de 2017: Se reabre el extremo final de la Línea 1 tras los trabajos para el soterramiento de la estación de Urduliz.[29]
- 15 de junio de 2020: fueron inaugurados tanto la estación de Ibarbengoa como su aparcamiento disuasorio.[30]

### Futuro

Esquema de la red futura de Metro Bilbao al completo.

| Línea        | Terminales                    | Estado                           | Longitud  | Total estaciones | Operador        |
| ------------ | ----------------------------- | -------------------------------- | --------- | ---------------- | --------------- |
|              | Etxebarri - Plentzia          | Operativa                        | 31 km     | 29               | Metro Bilbao    |
|              | Basauri - Kabiezes            | Operativa                        | 20 km     | 25               | Metro Bilbao    |
| [[Archivo:]] | Santurtzi - Mamariga          | Operativa                        | 400 m     | 2                | Metro Bilbao    |
|              | Matiko- Kukullaga             | Operativa                        | 5,885 km  | 7                | Euskotren Trena |
|              | Aireportua - Moyua - Rekalde  | Estudio informativo redactado    | 6 km      | 6 - 7            | Euskotren Trena |
|              | Sarratu - Galdakao Hospitalea | Obras iniciadas en varios tramos | 6,6 km    | 6                | Euskotren Trena |
| TOTAL        | TOTAL                         |                                  | 65,986 km | 62               |                 |

#### Ampliación de la Línea 2: cocheras de Kabiezes
El 28 de junio de 2014 la línea se prolongó desde la estación de Santurtzi hasta la estación de Kabiezes, al inaugurarse esta última tras dos años de retraso. De este modo se dio término a la Línea 2.
No estaba previsto ampliar la línea más allá de dicha estación, a pesar de las peticiones de los ayuntamientos de la Zona Minera, especialmente de Ortuella, donde estarán las cocheras de esta línea. Sin embargo, en julio del 2014 se hizo pública la memoria del proyecto del estudio informativo de dichas cocheras que indicaban una parada en Urioste (cercano a las cocheras) en una primera fase y en Ortuella en una segunda fase.

#### Ampliación de la Línea 3: conexión ferroviaria con el Aeropuerto
El trazado definitivo de la Línea 3 de Metro Bilbao contó con siete estaciones, en lugar de las seis previstas en el proyecto inicial (finalmente se incluyó una parada en el barrio bilbaíno de Matiko). La entrada en funcionamiento de la línea fue el 8 de abril de 2017, aunque las obras comenzaron en el verano de 2009. Sirve a 71 000 personas según el Ayuntamiento de Bilbao. La línea tiene una longitud de 5885 metros y cuenta con una estación en el municipio de Echévarri: Estación de Kukullaga; y seis estaciones en el municipio de Bilbao: Otxarkoaga, Txurdinaga, Zurbaranbarri, Zazpikaleak/Casco Viejo, Uribarri y Matiko. Se prevé que en el futuro, el inicio de la línea se ubique en el término municipal de Basauri, en la futura estación intermodal de Sarratu, antes de dirigirse a Kukullaga.
El proyecto de conexión ferroviaria al Aeropuerto contempla la remodelación integral de la línea del Txorierri de Euskotren Trena entre el Casco Viejo y Sondika que unirá la estación de Matiko con el Aeropuerto de Bilbao, por un túnel de 1875 metros y de doble vía bajo el monte Archanda. El proyecto contempla además la reubicación de la estación de La Ola y la adecuación de la de Sondika, antes de alcanzar la terminal del Aeropuerto de Bilbao. El 22 de agosto de 2021 Eusko Trenbide Sarea (ETS) había recibido ya el estudio informativo del último tramo de la conexión de la línea 3 del metro con la terminal aérea de Loiu.

##### Críticas al proyecto
El proyecto de la línea 3 suscitó grandes críticas de la ciudadanía y oposición política bilbaínas. El motivo principal era la marginalidad del trazado, que no cruza la ría ni llega al barrio de Recalde a través del centro del Ensanche, como en principio se había proyectado, y en el tramo entre Kukullaga y Matiko se mantiene en un trazado paralelo al existente de las líneas 1 y 2, solo habiendo conexión con dichas líneas en la estación de Zazpikaleak/Casco Viejo.
El hecho de que el operador fuese Euskotren Trena (de Euskotren) también suscitó ciertas reticencias[cita requerida] debido a su peor imagen respecto a Metro Bilbao. Aunque ello, en principio, no implicaba una peor calidad y menor frecuencia de trenes, ya que entre Etxebarri y Matiko se mantienen frecuencias de paso propias de metro, igual que en las líneas ya en funcionamiento. Con ello, las líneas de Euskotren Trena de Urdaibai, Durangaldea y Txorierri, se unen en la estación de Zazpikaleak/Casco Viejo de Bilbao, produciéndose una remodelación integral del todas las líneas y servicios de Euskotren Trena. Los responsables anunciaron que la frecuencia de paso de los trenes es de unos cinco minutos, al igual que en el resto de las líneas de metro. Respecto a los trenes Euskotren anunció la adquisición de 12 unidades para ajustarse a los estándares de calidad de las unidades de Metro Bilbao.
Para antes de su inauguración, estuvo prevista la integración tarifaria de todos los servicios y la puesta en marcha de billete único.

#### Proyecto de Línea 4
El trazado preliminar del proyecto de Línea 4 (Moyua - Rekalde) se presentó el 25 de enero de 2008, según el cual se conectaría la estación de Moyua, que actualmente da servicio a las líneas 1 y 2 con el barrio de Recalde, con dos paradas intermedias: Zabalburu, donde ya existe una estación de Renfe Cercanías, e Irala, aunque se encontraba en fase de estudio y expuesta a modificaciones sustanciales. Anteriormente ya se llevaba hablando de la ramificación desde la estación de Moyua o Abando, dado que Recalde se quedaba sin metro tras el trazado definitivo de la Línea 3 (incluso antes de planificar la actual Línea 3 ya se pensó en una línea con este trazado).
Finalmente se rechazó la alternativa que establecía que la Línea 3 cruzara el centro hasta el barrio de Recalde, pese a las exigencias vecinales y al proyecto inicialmente estudiado, aunque a finales del 2009 se volvió a estudiar esa idea mediante una conexión en Deusto y aprovechando las vías de Euskotren conectar las dos líneas en la estación de Matiko, con esta prolongación propuesta se incluirían las paradas de Plaza Euskadi y Unibertsitatea (Universidad de Deusto).
El 26 de enero de 2011 se entregó el estudio informativo al Gobierno Vasco, en el que se proyectaron estaciones en Rekalde, Irala, Zabalburu, Moyua (con conexión con las Líneas 1 y 2), Plaza Euskadi y Deusto-Universidad. Además, la línea continuaría hasta la estación de Matiko, donde conectaría con la Línea 3 de Metro. Con un coste de 370 millones de euros, la línea se construiría en 47 meses desde el comienzo de las obras.
El 7 de noviembre de 2018, Arantxa Tapia, consejera de Desarrollo Económico e Infraestructuras del Gobierno Vasco, anunció dos nuevos estudios que determinarían la necesidad de las líneas 4 y 5 del metro, quedando así aparcados los diseños y proyectos elaborados en la última década. El 17 de enero de 2019 el diputado general informó de la posible solución ferroviaria que aparcaría la línea 4 del metro tal y como estuvo diseñada hasta ahora. Indicó que la conexión de los barrios del sur de Bilbao sería con la estación intermodal de Abando, lo que suponía que ya no se construiría un túnel nuevo que conectaría Recalde e Irala con la actual parada del metro de Moyúa sino que el transbordo con las líneas 1 y 2 del suburbano se efectuaría en la nueva estación generada con la llegada del tren de alta velocidad. El 12 de mayo de 2022, el Boletín Oficial del País Vasco publicó el estudio informativo de la Línea 4, tratándose de un tramo soterrado de algo más de 2 kilómetros y medio, que se iniciaría desgajado, en Rekalde y en Irala, y que conectaría después con la red del centro de Bilbao, incluyéndose dos nuevas estaciones a treinta metros de profundidad.
El 14 de noviembre de 2022, se anunció que el diseño del primer tramo de la Línea 4 de Metro Bilbao se sacaría a concurso antes de final de año.A finales de diciembre de 2022, el Gobierno vasco licitó el proyecto constructivo de la Línea 4 del metro. El documento, a redactar durante 15 meses, definiría el trazado de conexión de Abando con Irala y Rekalde.
En 2025, el Gobierno Vasco y la diputación acordaron desechar el cambio de trazado y volver al espíritu original del trazado norte-sur.

#### Proyecto de Línea 5
También el 25 de enero de 2008 se presentó el trazado preliminar del proyecto de Línea 5 (Etxebarri / Galdakao), que uniría Echévarri con Galdácano. En un principio contó con 6 estaciones, aunque posteriormente se añadió una estación más en ese trazado, concretamente en el barrio de Bengoetxe (Galdácano). El estudio informativo de la línea, finalizado en julio de 2010, rechazó el tramo entre el centro de Galdácano y el barrio de Usansolo pasando por el Hospital de Galdakao, además de aprobar la construcción de la estación de Sarratu, en Basauri, si bien el 17 de octubre de 2010 se licitaba la redacción del proyecto constructivo de la Línea, incluyendo las estaciones de Etxebarri, que actualmente da servicio a las líneas 1 y 2, Sarratu, Aperribai, Bengoetxe, Galdakao Centro y Hospital de Galdakao. Se previó que las obras se iniciaran en el año 2012 y que la línea entrara en funcionamiento hacia 2016. El 12 de febrero de 2017, se informó que según los cálculos más optimistas, la ejecución de la Línea 5 se aparcaba al menos hasta 2021 y que la inauguración no llegaría antes de 2026.
Una vez se construiría la línea, diversos medios de comunicación publicaron que ésta sería una prolongación de la línea 1 a partir de la estación de Etxebarri, debido a que la línea 2, por su parte, es la que llega hasta el centro de Basauri. En 2025, se espera que la línea 5 sea una prolongación, pero de la línea 3, a partir de la intermodal estación de Ariz.
Tal y como se mencionó con respecto al proyecto de línea 4, a principios de noviembre de 2018 el Gobierno Vasco anunció dos nuevos estudios que determinarían la necesidad de las líneas 4 y 5 del metro, quedando así aparcados los diseños y proyectos elaborados en la última década. El 16 de enero de 2019, el Gobierno vasco y la Diputación presentaron un nuevo proyecto para dotar de un acceso ferroviario al centro de Galdakao y al hospital. La iniciativa contemplaría construir un ramal paralelo a la actual línea de Euskotren anunciando que las obras comenzarían en 2021.
El 7 de febrero de 2020, la consejera de Desarrollo Económico e Infraestructuras, Arantxa Tapia, informó del cambio en el orden de los trabajos para llegar al centro de la localidad, aunque manteniendo el inicio de las obras en 2021.
Finalmente, el 21 de febrero de 2022 se anunció que tanto el Gobierno vasco como la Diputación Foral de Vizcaya habían acordado asumir la financiación de la infraestructura. Si los plazos se cumplen las primeras unidades podrían estar operativas en 2027 y dos años después, estaría la conexión con el Hospital de Usansolo y con las líneas de EuskoTren de Durangaldea y Busturialdea. El 27 de septiembre del mismo año, se informó que Gobierno vasco y Diputación pondrían 360 millones de inversión inicial prevista entre 2023 y 2029 para la línea 5. El Ejecutivo autonómico dio así el visto bueno al convenio para llevar el suburbano a Galdakao mediante una obra de cinco años.
El 21 de octubre de 2022, se firmó el convenio por el que se anunciaron fechas concretas: en 2027 llegaría el metropolitano al centro de Galdakao, en 2028 al hospital y un año después será realidad su conexión con el servicio de Euskotren que vertebra el transporte público ferroviario en las comarcas de Durangaldea y Busturialdea. En 2025, se prevé que la L5 se integre en la L3, combinando así los horarios.

#### Conexión subfluvial entre las estaciones de metro de Sestao y Las Arenas
El 28 de septiembre de 2022, el diputado general, Unai Rementeria, anunció en el pleno de política general que se celebró en la Casa de Juntas de Guernica que un túnel bajo la ría conectaría ambas márgenes en 2028 como alternativa al puente de Róntegui, incorporando un tren lanzadera que uniría en cuatro minutos las estaciones de metro de Las Arenas y Sestao. La nueva conexión supondría reducir en 20 minutos el recorrido en metro entre ambas márgenes. Sin embargo, un informe fechado en agosto sobre el alcance de los estudios ambientales que serán necesarios para evaluar el impacto de la iniciativa, no contemplaba la línea de metro.

## Titularidad, competencias y explotación

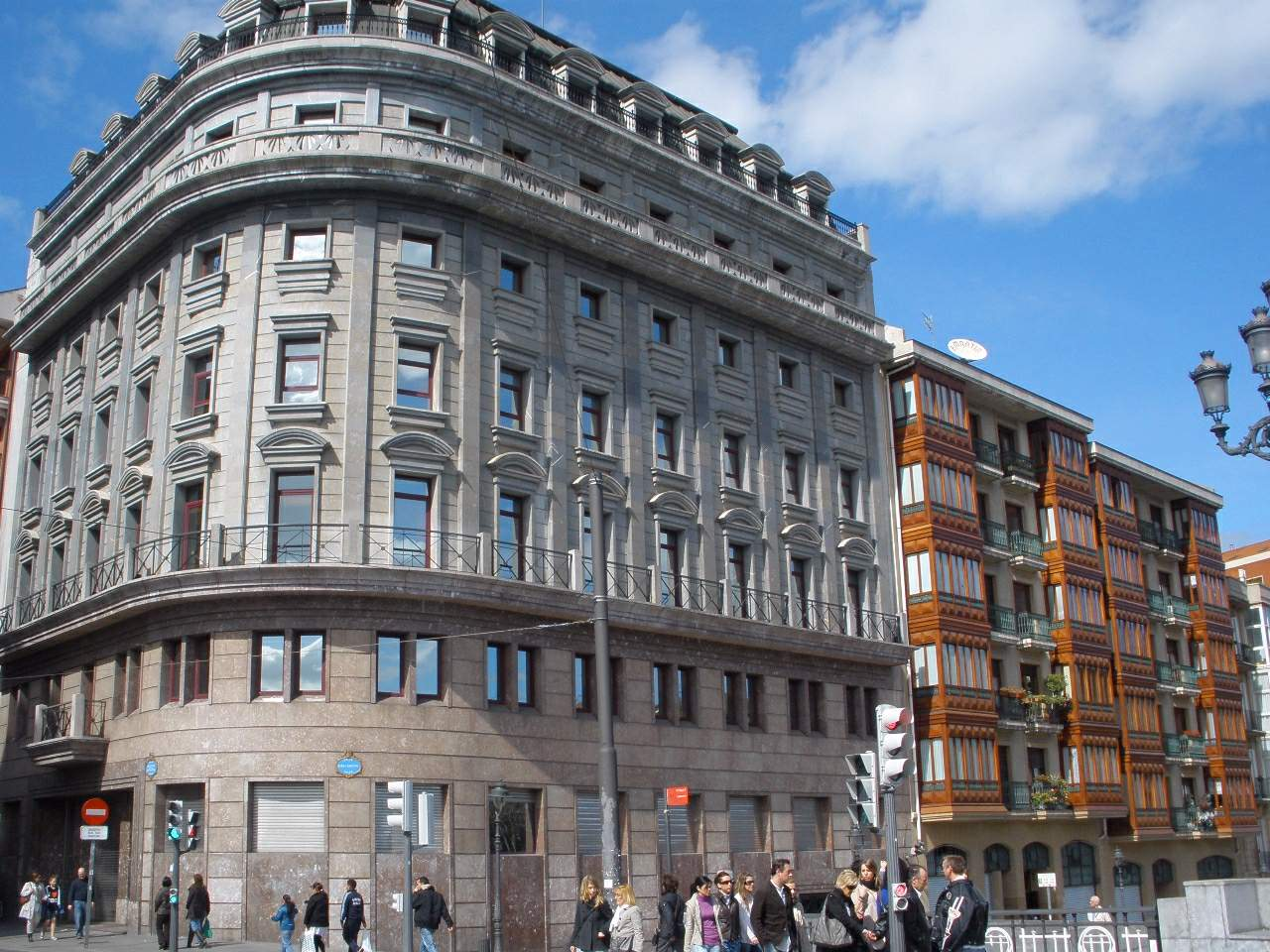
Sede de Metro Bilbao en la calle Navarra.

La ejecución de las obras de infraestructura de Metro Bilbao son competencia del Gobierno Vasco, a través del Departamento de Transportes y Obras Públicas; primero a través de la empresa Imebisa (solo creada para el metro) que posteriormente se integró en Euskal Trenbide Sarea - Red Ferroviaria Vasca (creada para construir y gestionar todas las líneas ferroviarias vascas).
Las obras de superestructura y aportación del material móvil son competencia del Consorcio de Transportes de Vizcaya (CTB). El concepto de superestructura abarca los apartados de "vía y aparatos de vía", "red eléctrica principal", "sistemas de tarificación" y "sistemas de corrientes débiles".
La gestión directa del servicio público de transporte "Ferrocarril Metropolitano de Bilbao" corre a cuenta, también, del Consorcio de Transportes de Vizcaya. Para el cumplimiento de este fin, el 1 de octubre de 1993 se constituyó la empresa Metro Bilbao, cuyo capital pertenece íntegramente al Consorcio de Transportes de Vizcaya, el cual se compone de la siguiente manera: 50 % del Gobierno Vasco, 25 % de la Diputación Foral de Vizcaya, y 25 % de ayuntamientos afectados. Aunque la Diputación se hace cargo de la parte de los ayuntamientos con lo que el déficit y financiación es del 50 % Diputación y 50 % Gobierno Vasco a pesar de que los ayuntamientos mantengan su parte de la propiedad.

## Líneas y estaciones

### Renombramiento de estaciones
Metro Bilbao ha ido renombrando sucesivamente a lo largo de su historia la denominación oficial de determinadas estaciones:
- Sopelana ⇒ Sopela
- Casco Viejo ⇒ Zazpikaleak/Casco Viejo
- San Mamés ⇒ Santimami/San Mamés
- Deusto ⇒ Deustu
- San Ignacio ⇒ San Inazio ⇒ San Ignazio

### Colocación de mamparas en los andenes
En enero de 2018, las Juntas Generales pidieron a Metro Bilbao que estudiara la posibilidad de colocar mamparas en los andenes del suburbano, de forma que eviten la caída de personas y objetos a la vía, para mejorar su seguridad. El 31 de octubre del mismo año, el CTB presentó un informe sobre la viabilidad de esta medida, que permitiría incrementar la seguridad en las estaciones del suburbano. La colocación de mamparas de seguridad en los andenes del metro tendría un coste de casi 140 millones de euros.

## Funcionamiento y servicios

### Zonas
La red de Metro Bilbao está dividida en las siguientes zonas tarifarias:
- Zona 1  
  - Término municipal de Bilbao, desde Bolueta (Tronco Común) hasta San Ignazio (Tronco Común), ambas incluidas.
  - Línea 3, desde Otxarkoaga hasta Matiko.
- Zona 2  
  - Alto Nervión, estaciones de Etxebarri (Tronco Común), Ariz y Basauri (Línea 2), y Kukullaga (Línea 3).
  - Margen Derecha (Línea 1), desde Lutxana hasta Berango, ambas incluidas.
  - Margen Izquierda (Línea 2), desde Gurutzeta/Cruces hasta Kabiezes, ambas incluidas.
- Zona 3  
  - Uribe Kosta (Línea 1), desde Larrabasterra hasta Plentzia, ambas incluidas.

### Billetes
Para ver el precio de todas las tarifas o más detalles sobre ellas véase: Tarifas metro Bilbao
El sistema de billetes es cerrado; es decir, es necesario validar el billete tanto en las canceladoras de entrada como en las de salida.

#### Uso en Metro Bilbao
Ocasional
- Billete ocasional: válido para un solo viaje. Transferible.

Barik y abonos
- Bidai 50 o 70: válido para realizar 50 y 70 viajes respectivamente en 30 días consecutivos, a contar desde la fecha de inicio de validez, o cuando se agoten los viajes. Es personal e intransferible. Lleva asociado un carné: tarjeta barik Kide personalizada o tarjeta barik Giza.
- Bidai Oro: válido para realizar viajes ilimitados en 30 días consecutivos, a contar desde su fecha de inicio de validez. Es personal e intransferible. Lleva asociado un carné: tarjeta barik Kide personalizada o tarjeta barik Giza.
- Gazte 70: válido para menores de 26 años empadronados en Vizcaya. Válido para realizar 70 viajes en 30 días consecutivos, a contar desde la fecha de inicio de validez, o cuando se agoten los viajes. Válido en Metro Bilbao, Euskotren, Tranvía de Bilbao, Bizkaibus y Funicular de Larreineta. Es personal e intransferible. Se carga en la tarjeta barik: tarjeta barik Kide personalizada o tarjeta barik Giza.
- Gazte Oro: válido para menores de 26 años empadronados en Vizcaya. Válido para realizar viajes ilimitados en 30 días consecutivos, a contar desde su fecha de inicio de validez. Válido en Metro Bilbao, Euskotren, Tranvía de Bilbao, Bizkaibus y Funicular de Larreineta. Es personal e intransferible. Se carga en la tarjeta barik: tarjeta barik Kide personalizada o tarjeta barik Giza.
- Billete Anual-26 (venta temporalmente suspendida): sin limitación de viajes, a realizar en 12 meses. Personal e intransferible. Para adquirirlo se precisa de tener menos de 26 años y una Tarjeta Barik personalizada (tipo Kide). Se puede adquirir en las Oficinas de Atención al Cliente de Metro Bilbao. Su uso requiere de un billete de papel adicional, junto con la Tarjeta Barik (que hace de carné), no siendo aún posible su carga en la misma tarjeta.

Otros
- Billetes colectivos: son billetes de viaje para uso de grupos de un mínimo de 10 personas. Válido para realizar viajes de ida o de ida y vuelta a precio de Creditrans para las zonas solicitadas.
- Billete combinado con Euskotren Trena: para 10 viajes (C10), mensual con viajes ilimitados (CM) o anual con viajes ilimitados para menores de 26 años (CJ). Válido para las estaciones de Zazpikaleak/Casco Viejo y Bolueta. El tiempo máximo para el transbordo entre Euskotren Trena y Metro Bilbao es de 15 minutos.

A partir del 8 de marzo de 2017 Metro Bilbao introdujo nuevos bonos mensuales con acceso a más transportes, sustituyéndose fundamentalmente el Super 50 y el Mensual por el Bidai 50 o 70 y el Bidai Oro respectivamente.

#### Emitidos por el Consorcio de Transportes de Vizcaya
- Creditrans (desaparecido, sustitudio por la Barik): transferible y utilizable varias veces en el mismo viaje, Creditrans es un título prepago que permitía viajar en Metro Bilbao, Renfe Cercanías, Euskotren Trena (sólo en la línea 4), Euskotren Tranbia, Bilbobus, Bizkaibus, Funicular de Archanda, Puente Vizcaya, Autobuses de Lujua, Etxebarri Bus, Sopelbus y Kbus. En los transbordos entre dos medios de transporte adheridos al sistema, el viaje en el segundo medio cuesta un 20 % menos de lo que costaría con títulos ocasionales; por las ventajas mencionadas, es el título más utilizado.[101] Tiene validez hasta que se agota su saldo, o hasta que caduca el soporte en que se presenta. Durante la mayor parte de su existencia (desde su introducción en 2000, hasta el abandono del formato original el 31 de diciembre de 2013), los títulos Creditrans se ofrecían en forma de billetes con banda magnética, impresos en papel, con saldos de 5, 10, o 15 €, y perdían vigencia en el plazo de un año desde su expedición; actualmente, Creditrans es el título por defecto que incluyen las Tarjetas Barik estándar (las anónimas, anónimas registradas, o personalizadas Barik Kide), por lo que actualmente es recargable en las mismas cantidades ya mencionadas (también se puede superar hasta llegar al máximo de 90 €, o especificar otra cantidad deseda),[102] y la caducidad coincide con la de la tarjeta soporte, que es de 4 años desde su expedición.

- Gizatrans: personal e intransferible, en sus comienzos precisaba un Carné Gizatrans para su expedición, el cual se obtenía al tener más de 65 años o bien poder acreditar alguna invalidez o minusvalía (65 % o superior), en las Oficinas de Atención al Cliente de Metro Bilbao y en la Oficina del Consorcio de Transportes de Vizcaya (Vestíbulo de la estación de San Mamés). Ofrece precios reducidos para el titular, y en términos generales, permite viajar en los mismos transportes que admiten Creditrans, aunque han existido algunas excepciones y extras (por ejemplo, no se pudo utilizar en Sopelbus, Puente Colgante ni Renfe Cercanías AM, pero sí en las líneas 1D, 3, 4 y 5 de Euskotren Trena). Actualmente, al igual que Creditrans, y tras la retirada del billete en papel, es posible su inclusión en la Tarjeta Barik, siempre y cuando ésta esté personalizada, haciendo prescindible el antiguo Carné Gizatrans para la identificación del usuario; las Tarjetas Barik en que se admite este título tienen diferente aspecto (son rojas, en lugar de blancas), y reciben el nombre de Barik Giza.

- Hirukotrans: personal e intransferible, al igual que el anterior, su uso también requería un Carné Hirukotrans antes de la llegada de la Tarjeta Barik personalizada, en la cual sigue funcionando actualmente. Se puede obtener únicamente como miembro de familia numerosa (tres hijos o más, de ahí su nombre), disponiendo así de descuentos adicionales de entre un 20 y un 50 % con respecto a los precios Creditrans para el público general, aplicado también al descuento del 20 % de los transbordos. Funciona en los mismos transportes que admiten el sistema Creditrans.

Barik.

- Barik: en 2004 concluyó la prueba de utilización de esta tarjeta sin contacto impulsada por el Consorcio de Transportes de Vizcaya (CTB). El objetivo de esta tarjeta es almacenar, en un mismo soporte, uno o varios títulos de transporte, además de presentar la gran ventaja de que no es necesario que se introduzca en ningún lector ni canceladora, puesto que funciona con sólo acercarla. La prueba piloto tuvo una duración de 6 meses, y fue considerada "un éxito" por parte del Consorcio de Transportes. No obstante, su implantación ha sufrido constantes retrasos, anunciándose inicialmente que sería introducida en 2006,[103] más adelante se anunció la fecha de junio de 2009[104] y después se retrasó de nuevo a finales de 2010 o principios de 2011.[105] Además, el CTB está estudiando una propuesta vecinal para utilizar la próxima salida de Barik para poner en marcha un billete único que englobe a todos los transportes metropolitanos y que no cobre recargo por realizar transbordos. Finalmente, el día 29 de septiembre de 2011 comenzó la expedición de las primeras tarjetas Barik personalizadas. Desde el día 1 de octubre de 2011 una población de 30 000 usuarios se encontraba probando la Tarjeta Barik en Metro Bilbao. A lo largo de los siguientes meses se fueron incorporando nuevos medios de transporte al sistema Barik. La implantación definitiva fue a partir del 30 de septiembre de 2012, fecha en la que el sistema Barik se abrió a todos los usuarios de forma escalonada, estando disponible para el público en general (última fase) el 11 de octubre de 2012. El saldo máximo admitido es de 90 €. Una tarjeta personalizada es aquella que lleva impresos el nombre y una fotografía de su propietario.

- Mensual Gazte: personal e intransferible por lo que requiere una Tarjeta Barik personalizada. Es un título mensual ilimitado para el titular menor de 26 años, empadronado en cualquier municipio de Vizcaya, para el operador que desee.

#### Carnés (ya retirados)
Los antiguos carnés especiales de Metro Bilbao (abandonados en 2013, con la implantación definitiva de la Tarjeta Barik) fueron personales e intransferibles, con una duración de 5 años a partir de la fecha de expedición.
Se pudieron adquirir en cualquiera de las Oficinas de Atención al Cliente de Metro Bilbao (en las estaciones de Ansio, Zazpikaleak/Casco Viejo y San Ignazio, y en la C/ Ibaigane Nº17, junto a la estación de Areeta). La expedición tenía un coste de 3 €.
- Carné Kide-Socio: para utilizarlo con los billetes Mensual y Super 50.
- Carné Gazte-Joven: para utilizarlo con el billete joven, Mensual y Super 50.
- Carné Hirukotrans: para utilizarlo con el billete Hirukotrans.
- Carné Gizatrans: para utilizarlo con el billete Gizatrans.
- Carné Gizatrans de familia numerosa: para utilizarlo con el billete Gizatrans de Familia Numerosa.

### Horarios y frecuencias
La red de metro funciona desde las 6 hasta las 23 h de lunes a jueves, y hasta las 2 h a. m. la noche del viernes al sábado. Existe un servicio nocturno ininterrumpido a lo largo de toda la noche del sábado al domingo y las vísperas de festivo, con trenes cada 15 minutos en el tronco común y cada 30 minutos en el resto de recorridos. Los meses de junio, julio, agosto y septiembre, el servicio nocturno ininterrumpido también funciona la noche del viernes al sábado. Por su parte, durante la Semana Grande de Bilbao el Metro ofrece servicios especiales todas las noches, así como en Nochebuena y Nochevieja.
Para ver las frecuencias exactas de todas las estaciones de la red de metro, véase: Mapa y frecuencias

### Estadísticas de viajeros

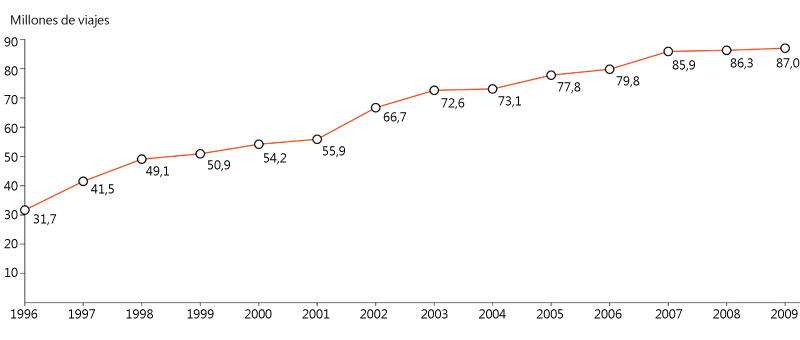
Gráfico de viajes en la red de Metro Bilbao.

En 2019, 97 millones de viajeros usaron la red de Metro de Bilbao en sus tres líneas vigentes, lo que convierte a esta infraestructura en la tercera red de metro más utilizada de España, por detrás del Metro de Madrid y del de Barcelona; y por delante de los de Valencia, Sevilla y Palma de Mallorca.
Desde su inauguración, la cantidad de viajeros transportados en las líneas 1 y 2 creció año tras año, con repentinos aumentos coincidiendo con la puesta en servicio de nuevos tramos de la red, estabilizándose actualmente en torno a los 97 millones. Según el director gerente del suburbano bilbaíno es el metro más rentable de España y uno de los más rentables de Europa aunque no se llegue a recuperar todo lo invertido.
Debido a los trazados paralelos de la línea C-1 de Cercanías y la L2 del metro, existe debate sobre si su apertura y éxito inmediato atrajo viajeros del coche, o si solamente transvasó viajeros de un modo de transporte a otro. Un estudio de 2008, previo a algunas de las ampliaciones, conluyó que el número de viajeros era prácticamente idéntico a la suma de pérdidas de viajeros de Renfe y Bizkaibus. Aun así, se desconoce cuántos potenciales viajeros de carretera ha podido evitar la L2 en la segunda década.

### Aparcamientos disuasorios
A lo largo de la red de Metro existen cuatro estaciones con aparcamiento disuasorio. Se trata de un aparcamiento con acceso directo a la estación de metro, con tarifa bonificada para los usuarios que dejen su automóvil en la estación y seguidamente se desplacen en transporte público. El aparcamiento tiene el mismo horario que el servicio de Metro, y para hacer uso del mismo se puede utilizar cualquier tipo de billete o abono de viaje. El pago del estacionamiento se realiza mediante las tarjetas Creditrans, Gizatrans o bien una de crédito o débito. Así mismo, también se puede pagar en efectivo.
Las estaciones que disponen de este servicio son Leioa (0,70 €), Etxebarri (0,70 €), Ansio (0,70 €), este último gestionado por el BEC, e Ibarbengoa (0,70 €). Estas tarifas son bonificadas sobre la base de una serie de condiciones que pasan por el uso del transporte público. Las tarifas no bonificadas ascienden en Leioa a 0,05 €/min, en Etxebarri a 0,05 €/min, en Ansio (BEC) a un precio establecido por la propia Feria de Muestras, y en Ibarbengoa a 0,05 €/min.
Está proyectado otro más en la estación de Kabiezes.

## Material móvil
Para el material móvil que se compró para servicios de metro pero que no llegó a utilizarse, véase Material móvil antiguo (línea Bilbao-Plencia)

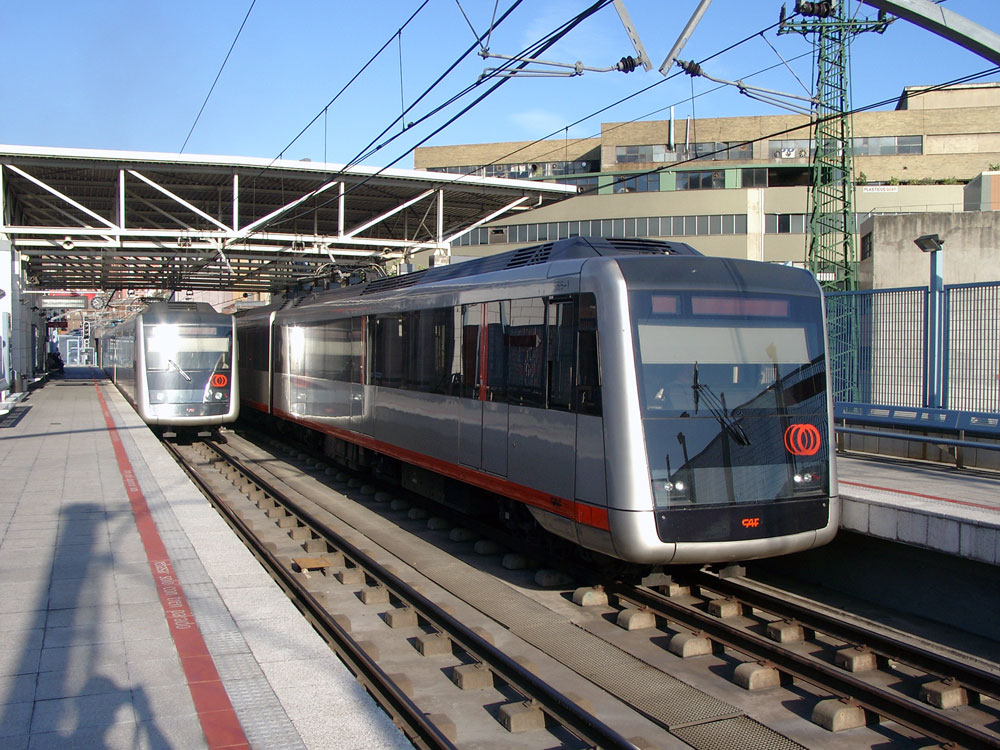
Dos trenes de Metro Bilbao en Bolueta (L1 y L2).

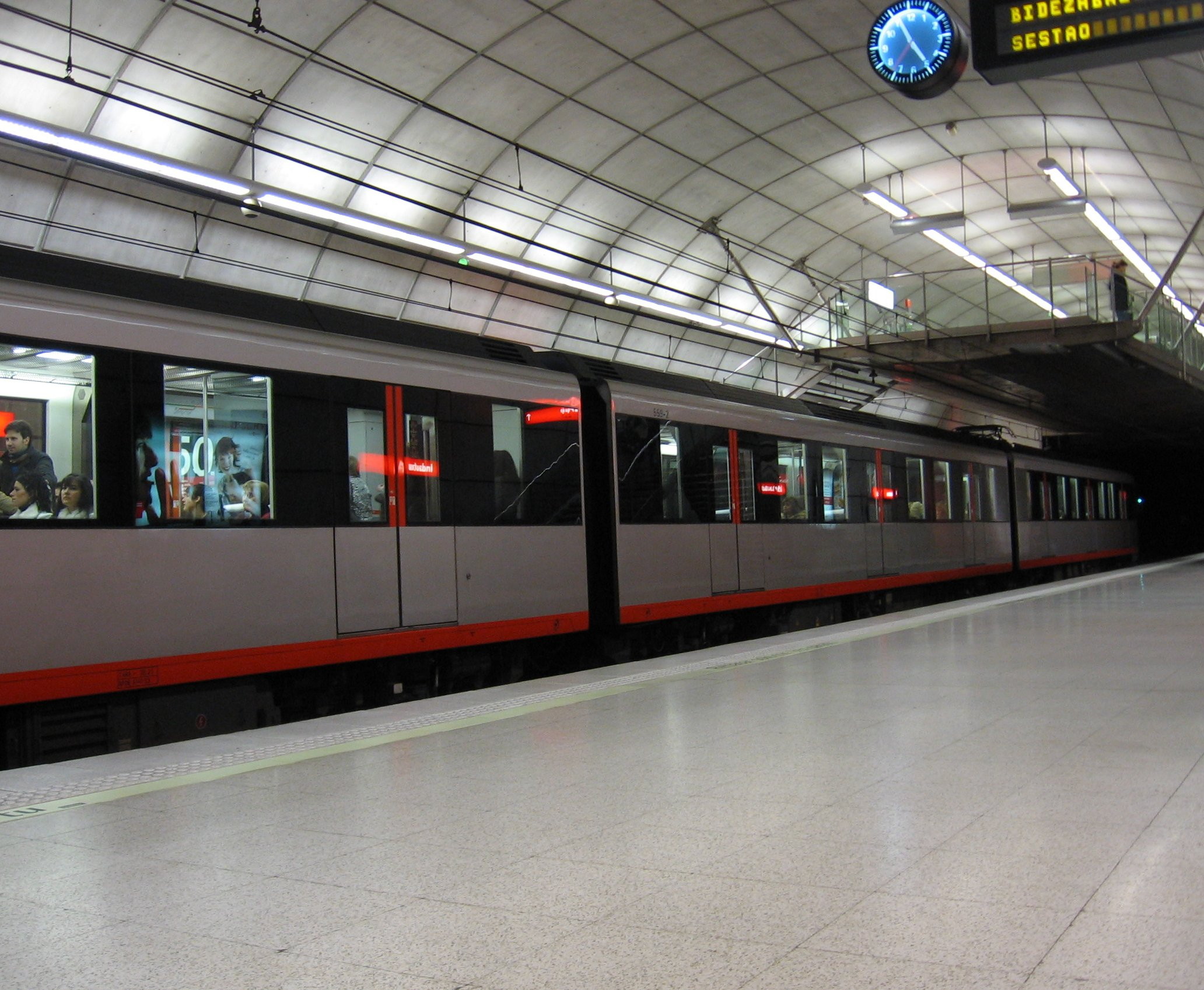
Unidad de metro en Indautxu (L1 y L2).

Metro Bilbao cuenta con trenes de tres series, la primera entregada durante el año 1995, construidas por CAF y equipo de tracción de ABB (ahora Bombardier). Están dotadas con tecnología de potencia trifásica, y sistema de seguridad ATP (Automatic Train Protection), todo Bombardier. Forman las series UT500, UT550 y UT600. La compañía posee 24 unidades de la primera serie, 13 de la segunda (entregada en los años 2000 y 2001) y 9 de la tercera. Todas las unidades pertenecen a los depósitos de Sopelana y Ariz, donde son sometidas a revisiones periódicas.
Los primeros 16 vehículos, que llevan los números UT501 al 516, fueron entregados por CAF y Bombardier (ABB) en noviembre de 1995. El número de trenes se elevó tras un nuevo pedido en 1996 hasta un total de 24 unidades, con la numeración UT517 al 524. Dentro de cada coche, los asientos se distribuyen según un patrón general de 2+2 asientos enfrentados cara a cara, luciendo los colores corporativos (rojo y gris). La mayoría de unidades se componen de cuatro vagones, que en conjunto miden 72,12 m de largo, 3,85 m de alto y 2,8 m de ancho, alargando en 17 metros más a las unidades que tienen cinco coches. Esta anchura es especialmente amplia para un tren de vía de ancho métrico (es de gálibo UIC a pesar de utilizar vías de ancho métrico); por ejemplo los trenes más amplios del Metro de Berlín «sólo» miden 2,65 m de ancho, aunque ruedan sobre el ancho de vía europeo de 1435 mm.
Las unidades del metropolitano utilizan tensión de 1,5 kV (los trenes que emplea Renfe para sus cercanías utilizan 3 kV). Poseen 16 motores unidos de 180 kW cada uno (2,88 MW por cada unidad de tren) aunque en las unidades de cinco coches el central es remolcado ya este no tiene motor propio. La velocidad máxima que pueden llegar a alcanzar es de 80 km/h. Tras una modificación llevada a cabo en el 2005 en el que se quitaron 32 asientos por tren, cada tren tiene una capacidad de 570 personas en 4 vagones. En las unidades con quinto coche la capacidad aumenta hasta los 718 pasajeros.
Se utiliza el sistema ATP desde 1998, así como el ATO (Automatic Train Operation). Este segundo sistema implica que el conductor del tren lleva el control de la misma con la pulsación de un único botón, ya que la conducción del mismo se realiza mediante un sistema informático automatizado; este sistema supone el último peldaño tecnológico antes de la conducción completa únicamente a través de ordenador.
Para satisfacer la demanda de la línea 2, se realizó un nuevo pedido de 13 unidades más a CAF y Adtranz (compañía que engloba a la antigua ABB), que fueron entregadas en octubre de 2001. Las últimas entregas comprenden unidades de la nueva serie UT550, que se diferencia de su predecesora en un nuevo sistema de aire acondicionado, mejor insonorización y más agarraderos en las plataformas.
En mayo de 2009 entró en servicio la primera unidad de la serie UT600, que si bien es estéticamente idéntica a las UT de la serie 500, incorpora una serie de mejoras, como paneles de led interiores controlados desde el Puesto de Mando para poder mostrar mensajes en caso de incidencias. Poco después de la inauguración del tramo de la Línea 2 hasta Santurce, en verano de 2009, se recibió el primero de los quintos coches remolcados (sin motor) para ser añadidos paulatinamente entre las unidades motorizadas del tren (el quinto coche es el vagón central), que incrementan su capacidad en un 25 %, pero entre las pruebas y el rodaje necesario para poder hacerlos rodar con seguridad no se preveía que se vieran en la circulación de pasajeros hasta octubre de 2009 en las estimaciones más optimistas o principios de 2010; Finalmente el 17 de diciembre de 2009 entró en funcionamiento la primera unidad con quinto vagón.

## Arquitectura y diseño

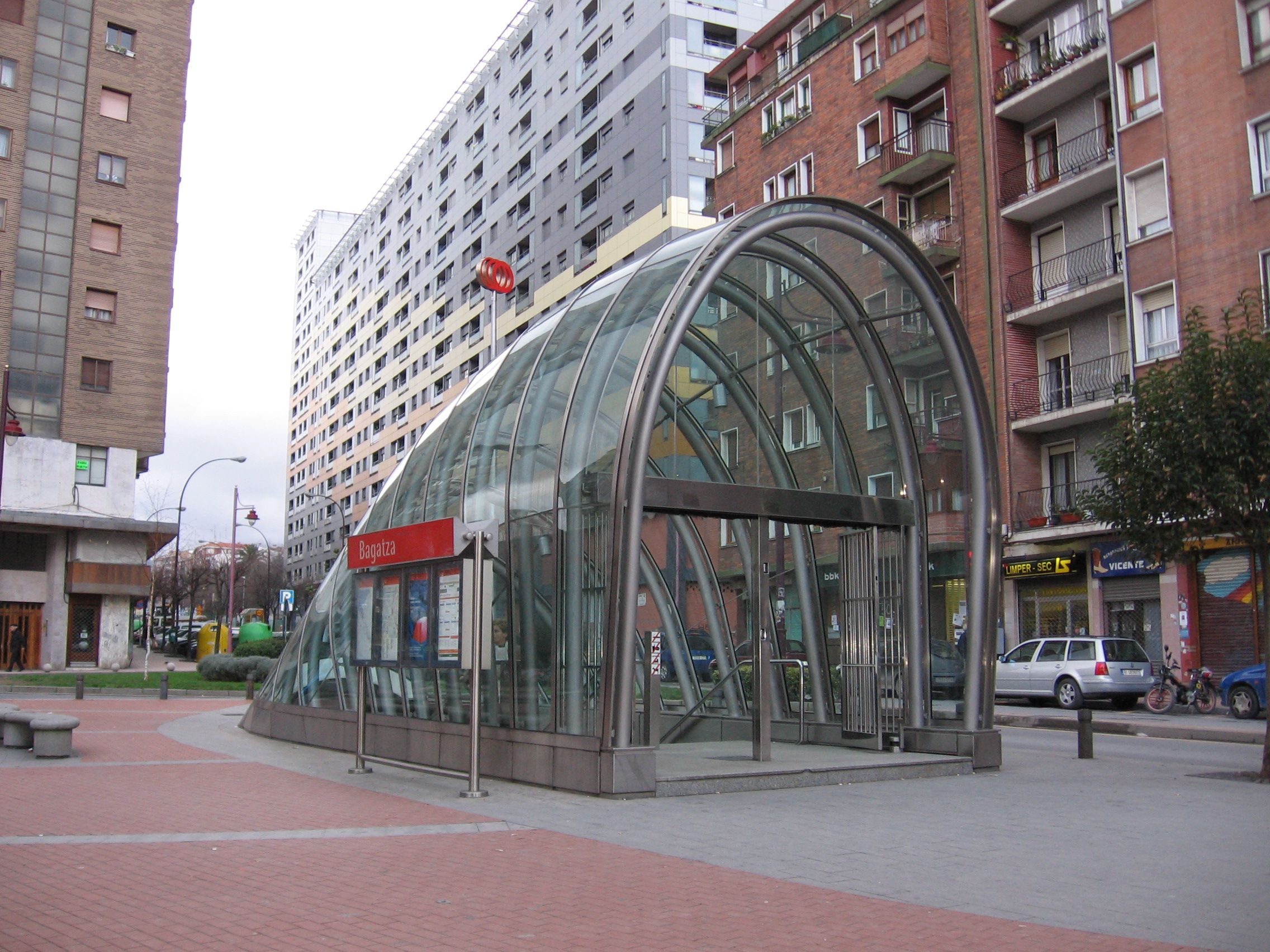
Fosterito de la estación de Bagatza (L2).

El diseño de la red de Metro Bilbao fue encargado al equipo de Norman Foster. Basado en el acero, el cristal y el hormigón, la idea era conseguir un diseño urbano, amplio y cómodo. Un aspecto destacable es la estructura de los accesos del Metro, basados en vidrio, los cuales son llamados de manera afectiva fosteritos, por la relación a su arquitecto.
El diseño de los bancos fue a cargo de Akaba, empresa que ganó gracias a su trabajo el Premio Nacional de Diseño Industrial del Ministerio de Ciencia y Tecnología de España en noviembre de 2000.

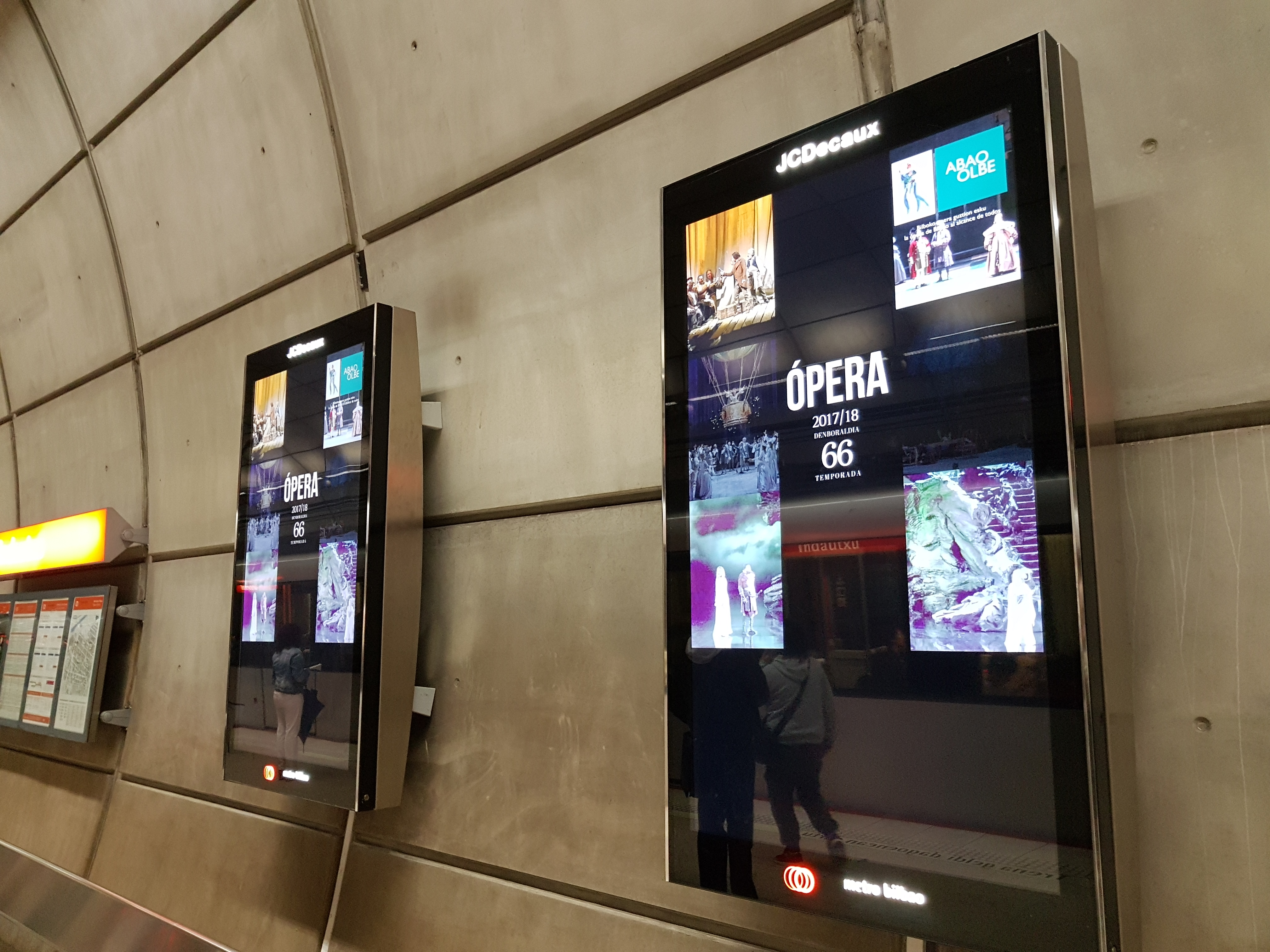
Circuito de digital signage en la estación de Indautxu.

La empresa de publicidad exterior JCDecaux fue la encargada de inaugurar en 2014 un circuito de digital signage en el metro. La infraestructura del circuito digital contó con diez pantallas Full HD de 72 pulgadas instaladas en los andenes de las principales estaciones de la ciudad: Casco Viejo, Abando, Moyua, Indautxu y San Mamés. Posteriormente, y tras resultar ganadora del correspondiente proceso adjudicatario en diciembre de 2016, continuó explotando los espacios publicitarios con la incorporación del digital signage en diez estaciones, setenta pantallas más que se sumaron así a las diez precedentes, ocho por estación, las cuales sustituyeron el diseño publicitario original en los andenes. La ampliación se inició en la estación de Indautxu, incluyéndose la línea 2 en su margen izquierda.
Otl Aicher se encargó del diseño de la señalética y de los mástiles con el logotipo para cada estación. El logotipo consiste en tres aros seguidos de diferente grosor, que simbolizan túneles y ruedas en movimiento. La señalética se basa en el color rojo con letras blancas para datos principales y letras negras para datos secundarios. La pictografía intenta lograr que los usuarios lleguen a identificar las instrucciones de manera legible. La empresa Metro Bilbao en sus unidades (e incluso en su logotipo) utiliza la misma señalética, tipos de letra y pictografía que en las instalaciones.

### Política ecológica y medioambiental

#### Sistema de recogida de aguas
Las instalaciones del metro de Bilbao en su parte soterrada, compuesta por 17,5 km de túneles, disponen de un sofisticado sistema de recogida de aguas. Las aguas procedentes de los acuíferos y de las lluvias, todas ellas limpias, son recuperadas mediante un sistema de drenaje compuesto de canalizaciones, depósitos y bombas, y son entregadas al Consorcio de Aguas Bilbao Vizcaya.
En los 17,5 km de túneles hay 44 pozos y 88 bombas que tienen una potencia capaz de mover 3380 l/s. Las paredes de los túneles tienen pequeñas perforaciones que permiten el paso del agua, la cual es conducida mediante canalizaciones que se ubican entre los muros de hormigón y el aislante. Esos conductos convergen en un canal central situado bajo la plataforma de las vías. El trazado cruza varias veces la ría del Nervión, y alguna estación, como la de Ansio, se sitúa bajo la línea de mareas. La estación de Ansio, ubicada en la Vega de Ansio en Baracaldo, en terreno que antiguamente se inundaba en marea alta, dispone de un tanque de tormentas (un gran depósito destinado a recoger una punta aguda de agua) de 290 000 l para mitigar y reducir el ritmo de bombeo en caso de lluvias torrenciales o golpe de marea.
En 1983 se produjeron graves inundaciones en Bilbao, cayeron 250 l/m² y la zona del Arenal quedó cubierta por las aguas. En previsión de otra inundación similar, la estación de Zazpikaleak/Casco Viejo está provista de compuertas de acero de 26 cm de grosor y 6000 kg de peso que cierran sus accesos, impidiendo, en caso de necesidad, que se inunde la estación y los túneles.

#### Sistema de reutilización de energía eléctrica
Según información facilitada por la empresa suministradora de energía Naturgas, el metro de Bilbao funcionó en 2008 mediante energía eléctrica obtenida exclusivamente de fuentes renovables, lo que lo convierte en el primer ferrocarril metropolitano de España en funcionar únicamente con energía limpia. Según cálculos de la empresa suministradora, ese año se evitó la emisión a la atmósfera de 46 000 toneladas de dióxido de carbono (CO2).
Además, los motores de las unidades de tren actúan tanto como generadores de energía como de consumidores de ella, de forma que la energía producida en las frenadas se devuelve a la red eléctrica del metro vía catenaria para que pueda ser utilizada de nuevo. Según fuentes de Metro Bilbao, con este sistema de reutilización se ahorra un 33 % de energía.

### Premios y reconocimientos
A lo largo de su historia, Metro Bilbao ha sido galardonado con los siguientes premios y reconocimientos:
1997
- El diseñador Michael Weiss recibió el premio de la Asociación Española de Profesionales de Diseño por el mobiliario del Metro de Bilbao.

- La empresa de limpieza del Metro de Bilbao, UNI-2, recibió el "Premio a la Excelencia" por parte del Instituto Técnico Español de Limpiezas, miembro de la asociación internacional International Dry Cleaning Research Committee (IDRC), según ellos premio que aseguraba que el metro de Bilbao es el más limpio de Europa.

1998
- Norman Foster recibió el premio Veronica Rudge Green Prize de la Universidad de Harvard, por el diseño urbano del Metro de Bilbao.

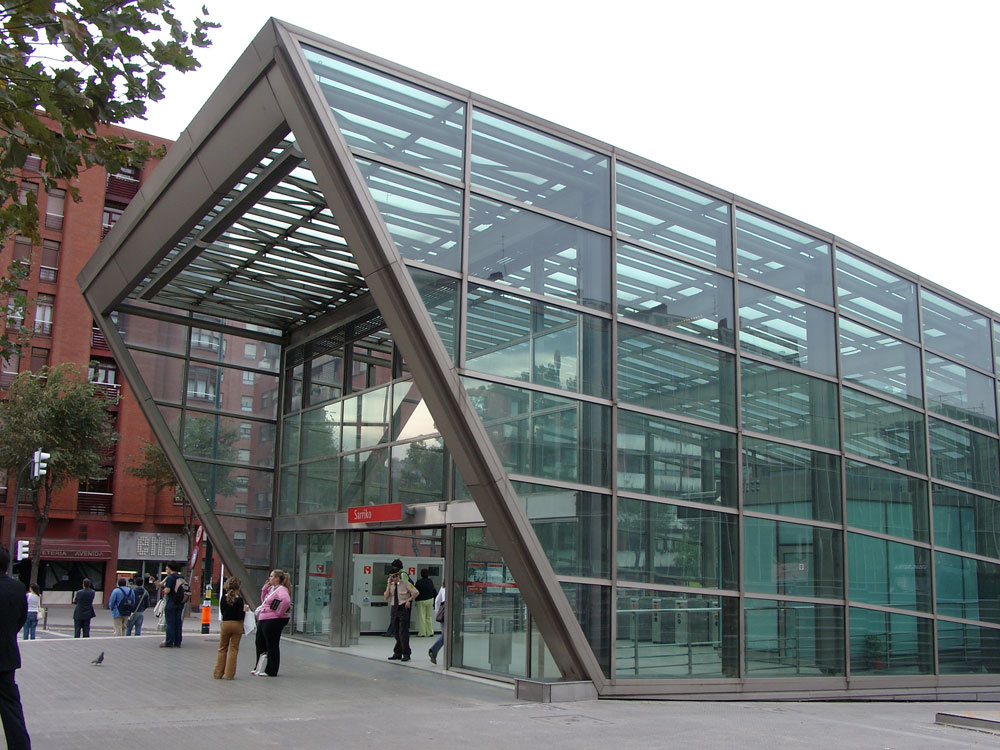
Entrada de la estación de Sarriko (L1 y L2).

- Además, la estación de Sarriko recibió el Premio Brunel al diseño ferroviario. Esta estación es diferente a todas las demás. Carece de fosterito, en su lugar, una marquesina acristalada provee de luz natural a toda la estación. El descenso desde el nivel de la calle se hace mediante un largo tramo único de escaleras mecánicas. Por la espectacularidad de la estación y debido a su amplitud, suele ser el lugar escogido para realizar las exposiciones periódicas que patrocina Metro Bilbao. En la Línea 2 la estación de Ansio tiene un ligero parecido a Sarriko: está construida bajo tierra, pero desde el interior de la estación se ve la superficie; los andenes están metidos en un agujero en la tierra y la cubierta está inspirada en las alas de una gaviota en pleno vuelo.[131]

1999
- AENOR reconoció a las Oficinas de Atención al Cliente de Metro Bilbao con la certificación de calidad ISO 9002".

2000
- Metro Bilbao fue galardonado con los Premios a la Tecnología de la Información de Euskadi.

- La Asociación para la Prevención de Accidentes premió a Metro Bilbao con el Trofeo Nacional de la Seguridad en el Trabajo.

- Emakunde (Emakumearen Euskal Erakundea/Instituto Vasco de la Mujer) dio un reconocimiento a Metro Bilbao como Entidad Colaboradora en Igualdad de Oportunidades entre Mujeres y Hombres.

- El Ministerio de Ciencia y Tecnología otorgó el Premio Nacional de Diseño Industrial a Akaba, la empresa que fabricó el mobiliario del Metro.

- La Federación Coordinadora de Disminuidos Físicos de Vizcaya otorgó el "Premio Accesibilidad Año 2000" a Metro Bilbao.

2002
- La COPE premió a Metro Bilbao con el Premio Comeravasa a la mejor idea institucional, por la inauguración de la Línea 2.

- AENOR concedió la certificación ISO 14001 en Medio Ambiente a Metro Bilbao, siendo ésta la primera empresa ferroviaria que recibe el reconocimiento por este compromiso con el medio ambiente en el Estado.

2004
- Premio Orbere al Fomento de la Política de Género, por la Federación Coordinadora de Personas con Discapacidad de Vizcaya.

2005
- Premio GIMM a la Empresa por la completa accesibilidad del Metro de Bilbao, en el que las estaciones, los lugares de paso, las unidades y todas las demás instalaciones fueron diseñadas y construidas desde su inicio sin barreras arquitectónicas, con accesos cortos y seguros para la totalidad de los clientes, facilitando la integración plena de las personas con grandes problemas de movilidad.

2006
- La Asociación de Libreros de Vizcaya y la Cámara del Libro concedieron a Metro de Bilbao el Premio Farolillo de Papel por considerar al Metro de Bilbao una biblioteca móvil en el que la lectura está muy presente. Del mismo modo, valoraron la publicación de trabajos y el interés depositado en otros proyectos relacionados con el mundo del libro.

- La Fundación Vasca para la Calidad (Euskalit) otorgó a Metro Bilbao el Diploma de Compromiso con la Excelencia.

- La Unión Europea premió a Metro Bilbao con el segundo puesto en los Premios Europeos EMAS, que se otorgan a las empresas europeas más comprometidas en el terreno del desarrollo sostenible.

- La entidad IAC concedió a Metro Bilbao el Certificado Europeo de Gestión Ética y Socialmente Responsable.

2007
- El Correo Digital premió al sitio web www.metrobilbao.com con el Premio a la mejor web vasca en la categoría empresarial.

- La Comisión organizadora de la Fiesta de los Txikiteros (Txikiteroenartean) otorgó a Metro Bilbao el "Premio Txikitero de Honor" por el servicio que presta a la sociedad en general y en particular por el gran número de vidas de txikiteros que, presumiblemente, ha salvado gracias a su generosidad en el diseño y puesta en marcha de los servicios nocturnos, lo que evita numerosos accidentes de tráfico en que se podrían ver inmersos.

2009
- La revista Consumer Management otorgó al Metro Bilbao el Premio a la mejor empresa de transporte urbano del Estado, basándose en el índice Stiga de satisfacción del consumidor (ISSCE). Mediante este premio, el Metro Bilbao pasa a formar parte del grupo Líderes en Excelencia 2009 junto con otras 24 empresas situadas a la cabeza de sus respectivos sectores.[132]

2010
- Metro Bilbao obtuvo el distintivo “Igualdad en la Empresa” otorgado por el Ministerio de Sanidad, Política Social e Igualdad.

- Premio Osalan. El 6 de junio se hizo entrega del reconocimiento por el proyecto de Coordinación de Actividades Empresariales.

- Premio Bihotza Igualdad.

## Metro Bilbao en los medios de comunicación
- En marzo de 2002 se grabó el videoclip de Lucrecia titulado Mi gente.[133]
- En las instalaciones de Metro Bilbao se han realizado numerosos spot y campañas publicitarias para marcas como Caja Laboral, Orbea, Renault, Indra, El Correo, Benetton, Calle 13, Seat, Micralax, BBK,[134] San Miguel.[135]
- En febrero de 2006, tras la firma de una circular por parte del responsable de comunicación Julio Ibarra, se permitió que en adelante los viajeros, visitantes y turistas pudieran tomar fotografías al material móvil y en las instalaciones de acceso público del metro sin necesidad de ningún permiso.[136]
- En julio del 2009 nació una niña en la estación de Bagatza cuando su madre se dirigía al Hospital de Cruces. Al ser el primer bebé que nació en las instalaciones del metro los responsables del suburbano la obsequiaron con un carné joven gratuito hasta los 26 años.[137]

## Galería de fotos

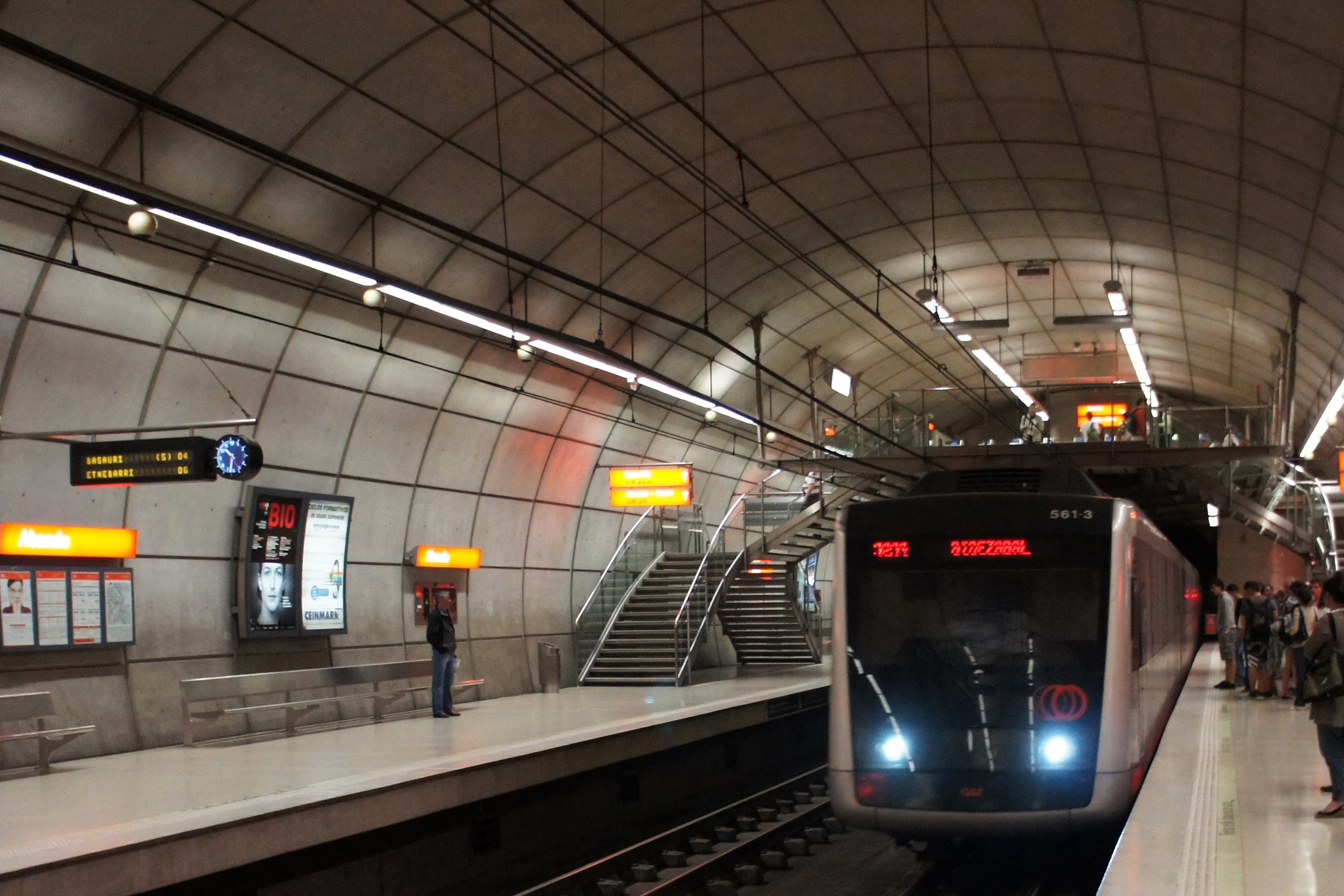
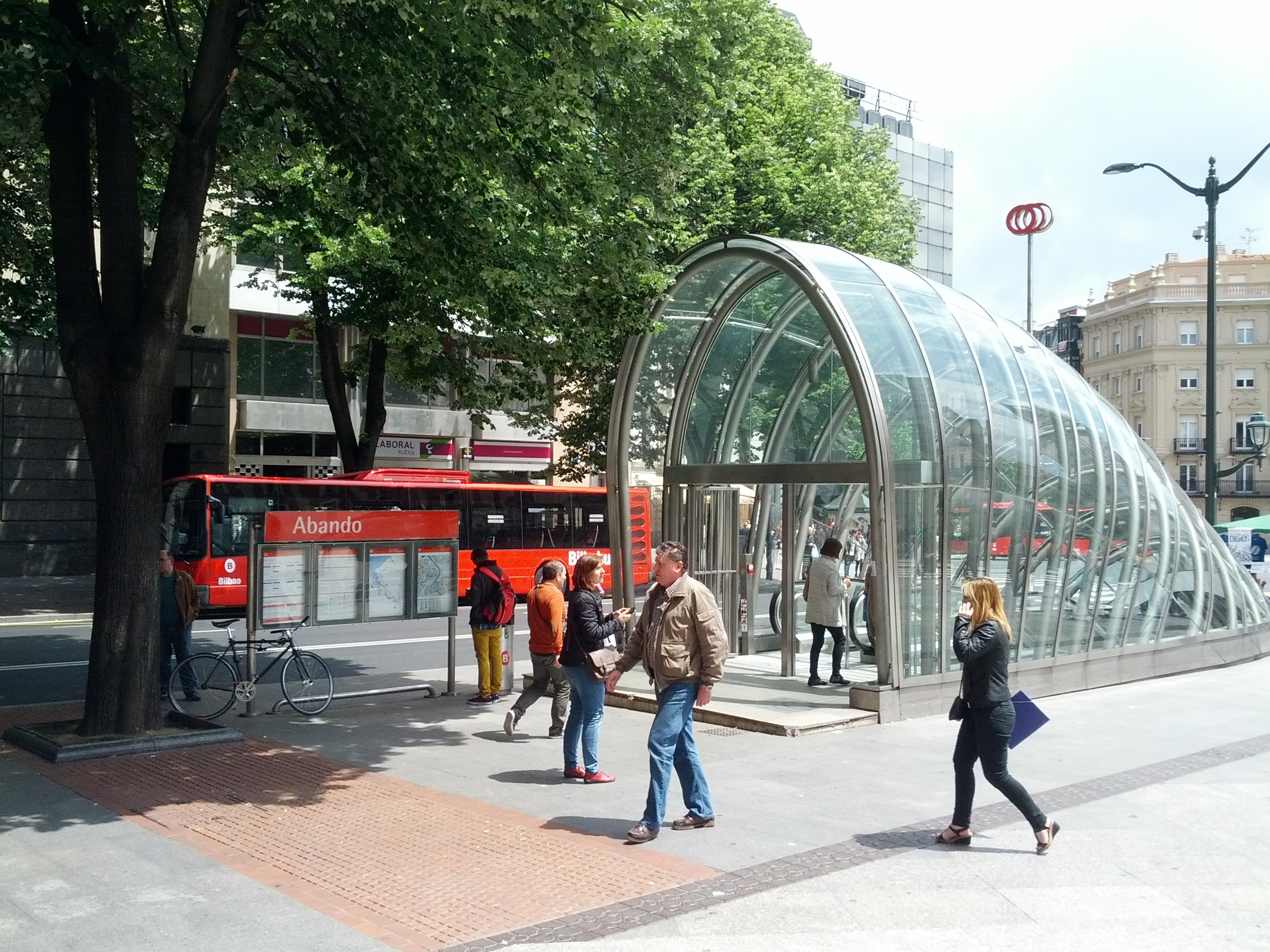
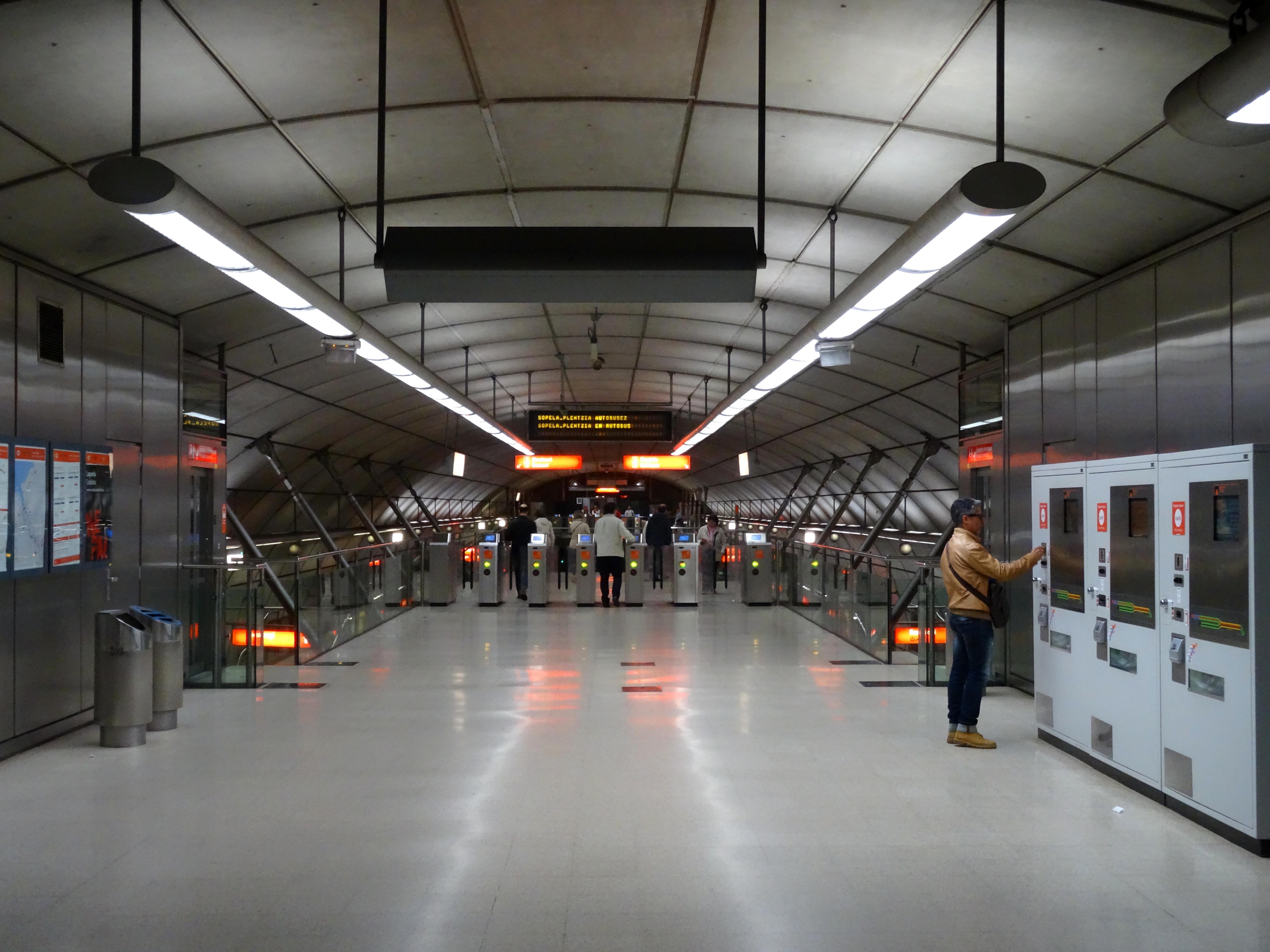
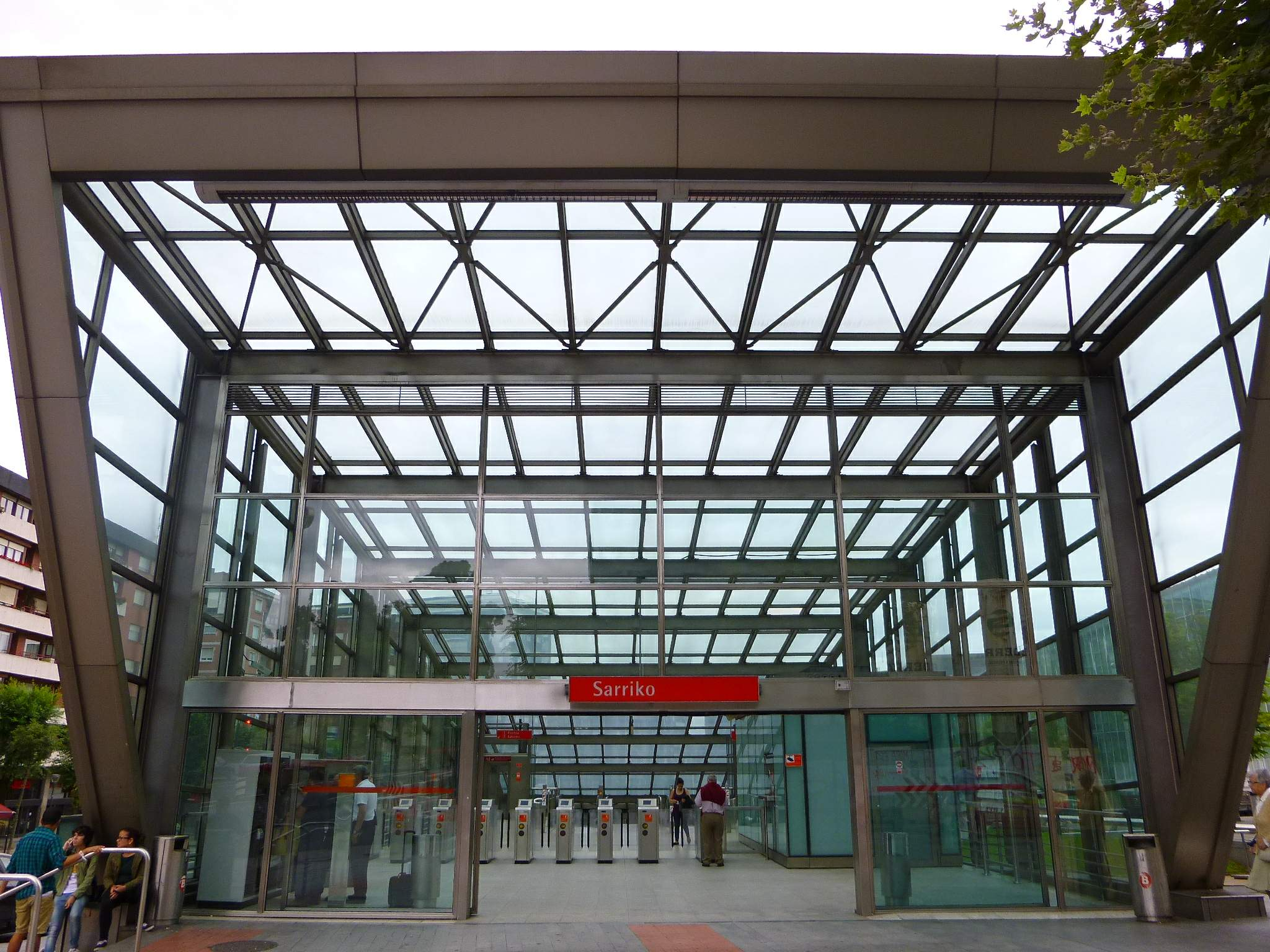
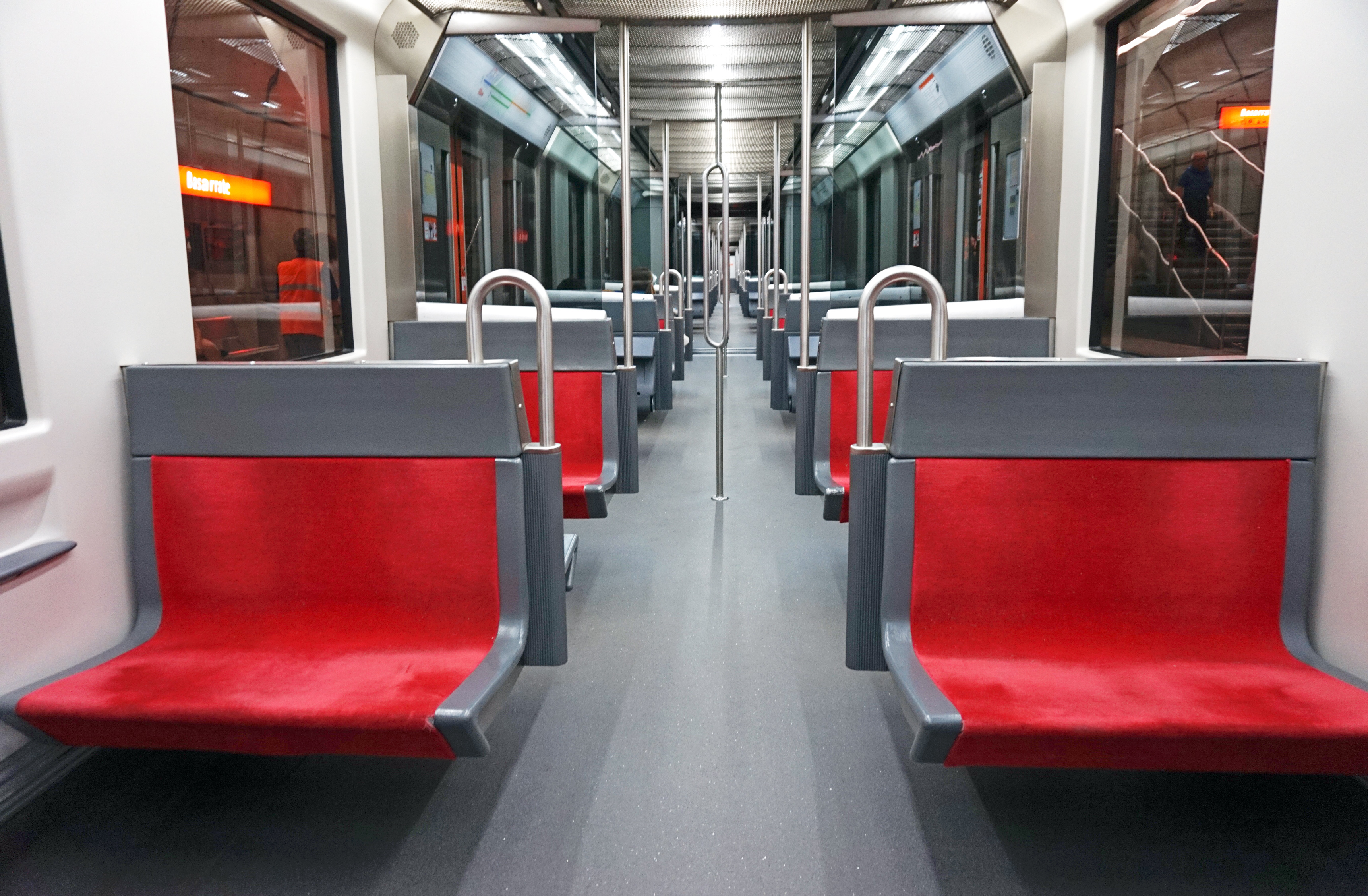
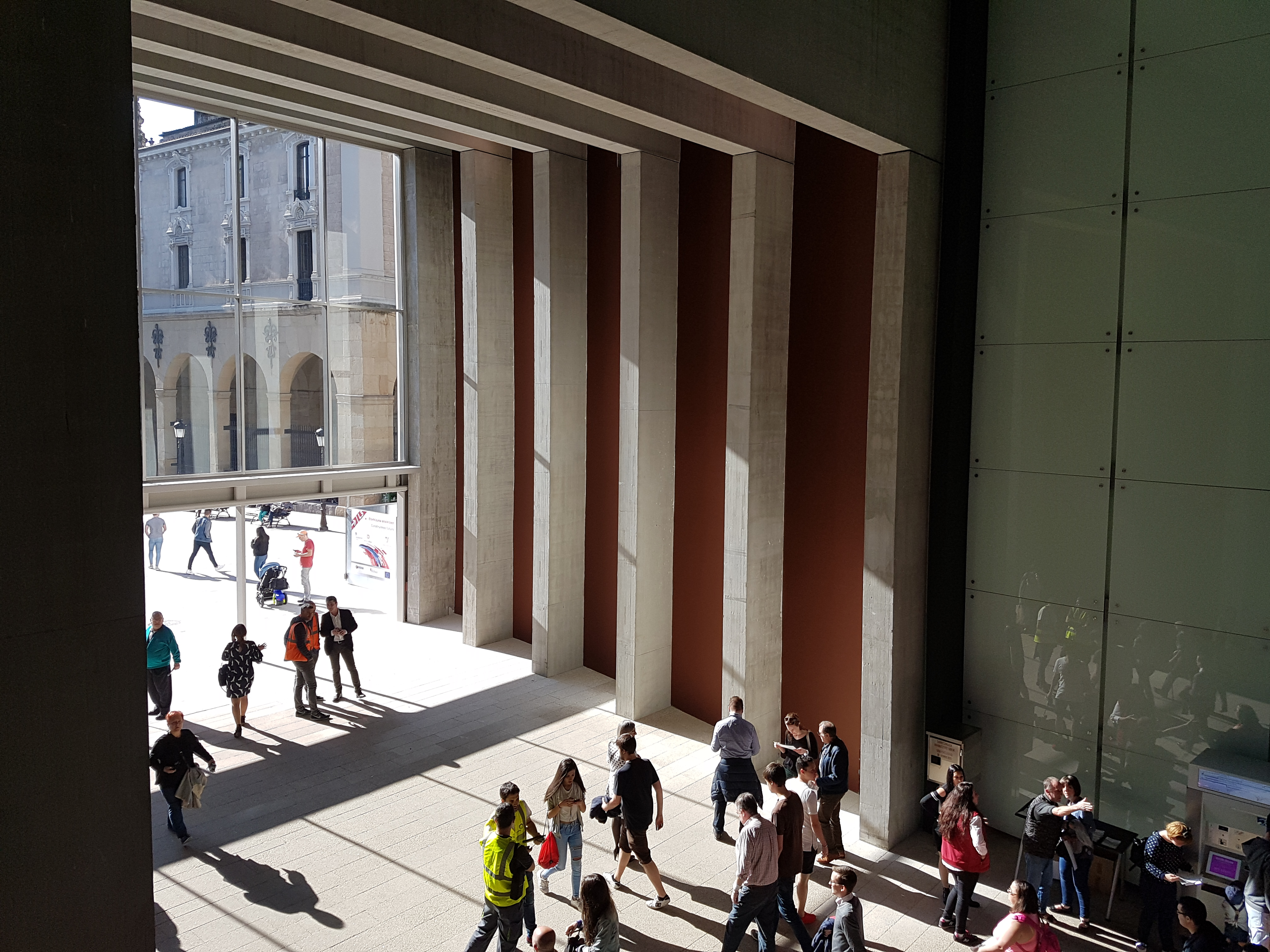